# Leopard 2
Leopard 2 (укр. Леопард 2) — німецький основний бойовий танк третього покоління. Розроблений компанією Krauss-Maffei у 1970-х роках, надійшов на озброєння в 1979 році на зміну попереднього Леопарда 1 як основний танк західнонімецьких сухопутних військ.
Різні версії використовуються в збройних силах Німеччини та 13 інших європейських країн, а також кількох неєвропейських країн, зокрема Канади, Чилі, Індонезії та Сінгапуру. Leopard 2 використовувався німецькою армією в Косово, нідерландською, данською і канадською арміями в Афганістані, як частина Міжнародних сил сприяння безпеці, а також застосовується турецькою армією в бойових діях у Сирії. Після тривалих дипломатичних зусиль і періоду вагань, у кінці січня 2023 отримано дозволи на постачання танків різних модифікацій в Україну.

## Історія

### Розробка
Роботи над танком почались з розробки Leopard 1 спільно з Францією в 1950-ті, однак згодом співпраця припинилась. Попри те, що танк Leopard 1 було прийнято на озброєння в ФРН у 1965 році, німці були зацікавлені у створенні покращеного танка у наступному десятилітті. Це вилилося у програму з розробки танка MBT-70 спільно з американцями яка розпочалась у 1963 році. Однак вже у 1967 виникло питання чи буде прийнято MBT-70 на озброєння. Тому німецький уряд видав наказ на проведення досліджень з покращення танка Leopard 1 німецькій компанії Porsche у 1967 році. Ця розробка отримала назву нім. vergoldeter Leopard (Позолочений Леопард) і була зосереджена на залученні покращених технологій у конструкцію танка Leopard. Проект передбачав наявність автомата заряджання, спареної автоматичної гармати і незалежного командирського перископу. Зенітним кулеметом можна було користуватись зсередини танку, а також було застосовано телевізійну камеру на висувній щоглі для спостереження. Форма башти і корпусу передбачала використання литої сталевої броні, також було покращено підвіску, трансмісію та систему пожежогасіння.

#### Прототип

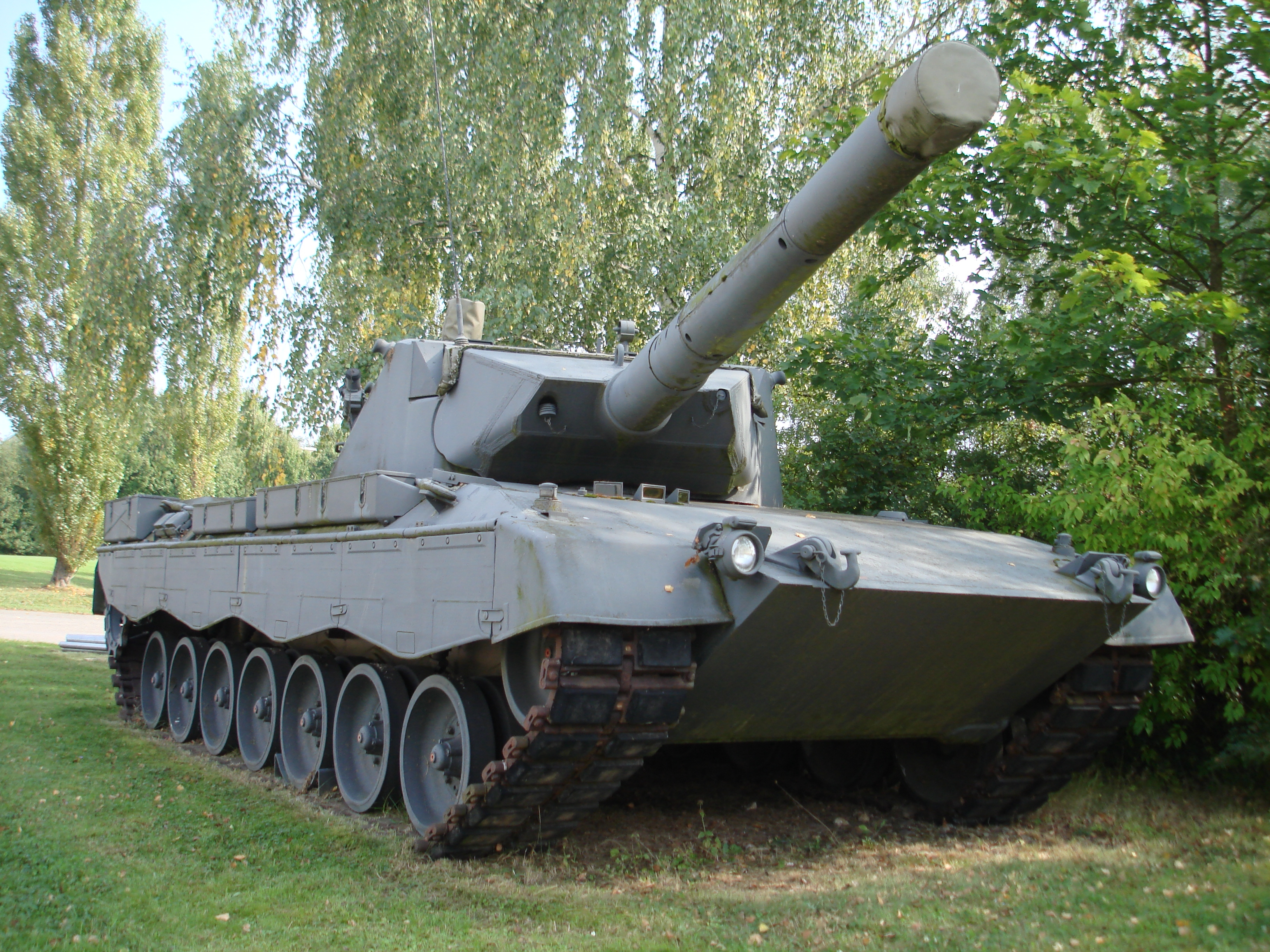
Leopard 2 PT15 з 105 мм гладкоствольною гарматою

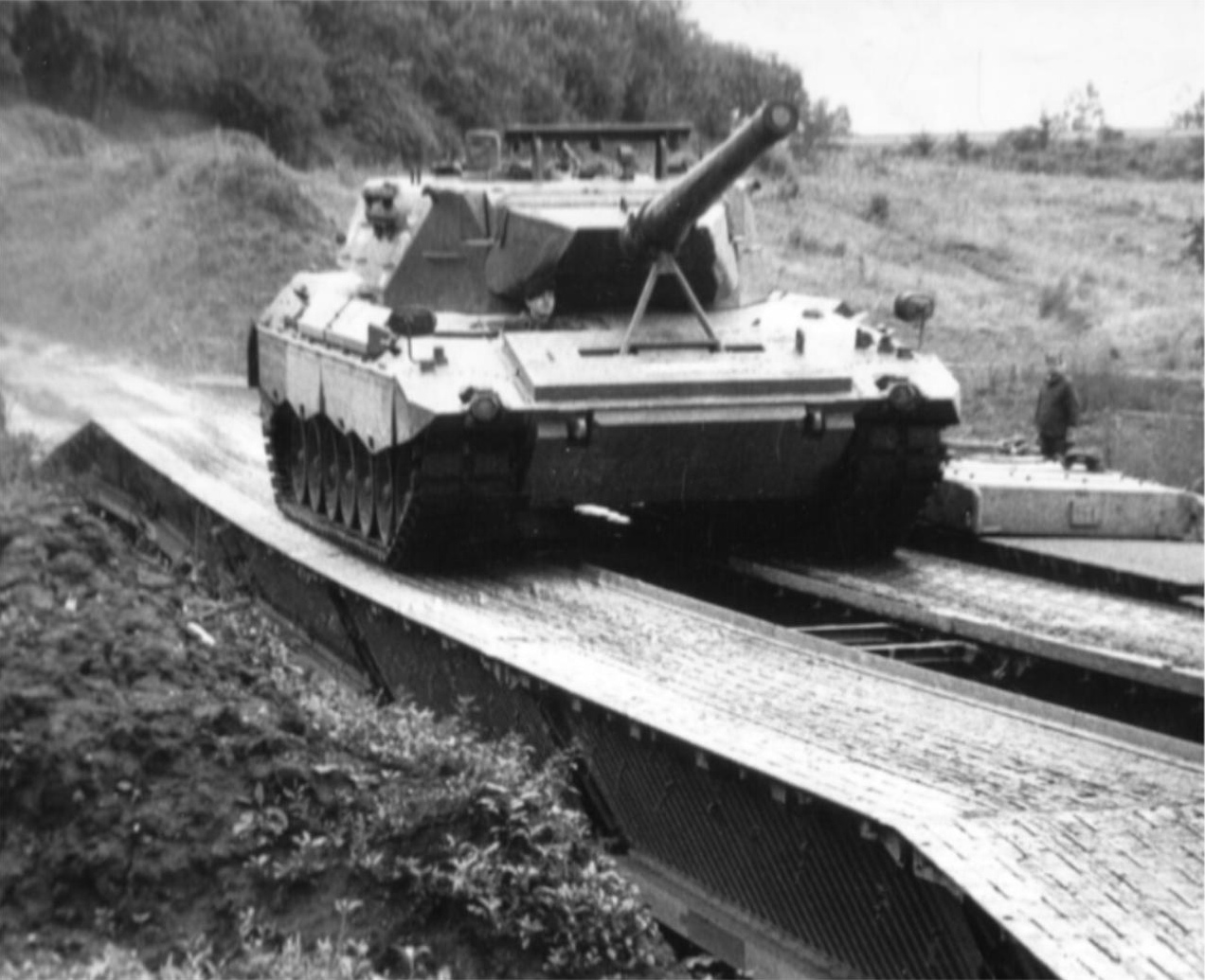
Leopard 2 прототип

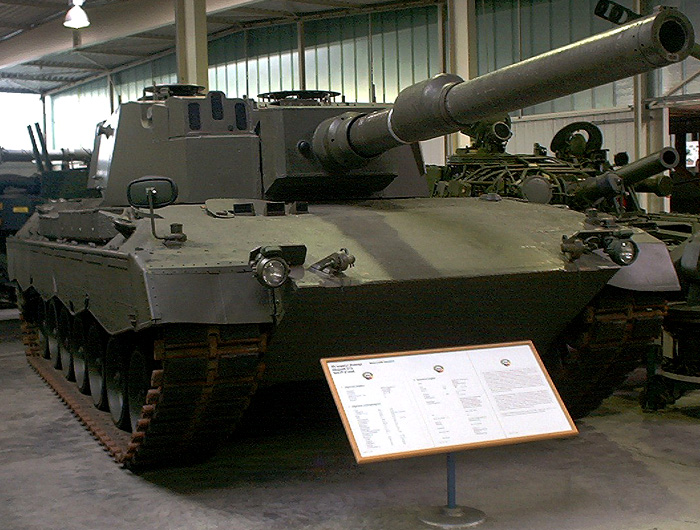
Leopard 2 T14 mod. зі зміненою баштою з композитною бронею

По завершенню досліджень Позолоченого Леопарду в 1967 році, уряд вирішив зосередити зусилля на Experimentalentwicklung (експериментальні розробки) як можливості вивчення і розробки нових компонентів для оновлення Leopard 1 з подальшим використанням у майбутніх програмах розвитку ОБТ. Спочатку було інвестовано 25 мільйонів марок, але після того як було визнано, що з таким малим бюджетом не можливо створити два тестових зразка було інвестовано ще від 30 до 32 млн марок. Експериментальні розробки були передані компанії Krauss-Maffei, але з умовою співпраці з компанією Porsche, яка розробляла шасі, і компанією Wegmann, яка розробляла башту.
Було побудовано два прототипи з метою покращення концепції танка Leopard 1 таким чином, щоб за вогневою міццю він був на рівні танку MBT-70. Основною метою була висока імовірність ураження цілі першим пострілом на відстані 2 000 метрів (6 600 фут) та можливість точного ураження танків у русі завдяки комп'ютеризованій системі керування вогнем. Машина отримала назву Keiler (кабан-сікач). Два прототипи (ET 01 та ET 02) танка Keiler були побудовані у 1969 та 1970 роках, обидва мали двигун MB 872.
Танк MBT-70 мав революційну конструкцію, але після великих витрат і технічних проблем, Німеччина покинула проект у 1969 році. Після невдалих спроб врятувати проект MBT-70 шляхом концептуальних змін щоб усунути головну проблему — місце водія у башті — наприкінці 1969 стало зрозуміло, що Німеччина припинить міжнаціональну співпрацю по MBT-70. Помічник секретаря Військового відділу закупівель Міністерства оборони Німеччини запропонував використати технології, розроблені для МВТ-70, по можливості у іншій програмі, яка отримала назву Eber (кабан) через скорочення його ім'я Eberhardt. Eber мав модернізовані башту і корпус MBT-70, місце водія знаходилось в корпусі. Було створено лише макет з деревини.
Рік потому, було продовжено розробки на базі першого проекту Keiler, замість продовження проекту Eber. У 1971 назву розробки було змінено на Leopard 2 і тому оригінальний Leopard заднім числом отримує назву Leopard 1. Було розроблено дві версії Leopard 2K та Leopard 2FK, які було озброєно гарматою-пусковою установкою XM150 з танка MBT-70.
У тому році було замовлено 17 прототипів, але було зроблено лише 16 корпусів. Спочатку було замовлено 10, але пізніше замовлення було збільшено на 7. 17 башт мали позначення від T1 до T17, а корпуси мали позначення від PT1 до PT11 та від PT13 до PT17. Для випробування більшої кількості компонентів і розробок, кожний прототип мав свій унікальний набір деталей. 10 башт мали 105 мм гладкоствольну гармату, а інші 7 — 120 мм гладкоствольну гармату. Корпуси PT11 та PT17 мали гідропневматичну підвіску на базі конструкції MBT-70. Ходові частини цих двох корпусів мали лише 6 котків. На прототипах були встановлені різні типи APU. Усі башти, крім башти на прототипі PT11 яка мала 20 мм дистанційно керовану автоматичну гармату, мали зенітні кулемети. На усіх корпусах, окрім PT07, PT09, PT15 та PT17, було використано двигун MB 873. Основні котки було взято з MBT-70, а поворотні котки з Leopard 1. Прототипи були розроблені відповідно до військової класифікації вантажопідйомності MLC50, що дорівнює приблизно 47,5 тонни (46,7 англійської тонни; 52,4 американської тонни). Зварна башта має багатошарову броню, яка сформована двома пластинами. Прототипи мали оптичні далекоміри EMES-12 і систему керування вогнем, яка пізніше була встановлена на Leopard 1A4.
У середині 1973 Wegmann розробили нову башту легшу на 1,5 тонни (1,5 англійської тонни; 1,7 американської тонни). Вона отримала назву Spitzmaus-Turm (землерийка) через великий нахил лобового листа. Така конструкція була можлива лише через появу оптичного далекоміра EMES-13, який потребував довжину бази лише у 350 міліметрів (14 дюйм) замість 1 720 міліметрів (68 дюйм) у попередника. Але, з урахуванням досвіду війни Судного дня прототипи потребували кращого захисту ніж могла забезпечити скошена багатошарова броня, тому башта Spitzmaus-Turm не була побудована. Ліміт ваги було збільшено з MLC50 до MLC60, що дорівнювало приблизно 55 тонн (54 англійські тонни; 61 американська тонна). Башта T14 була модернізована для випробування нової конфігурації нової броні, яка основана на використанні вертикальної модульної композитної броні. На ній також встановлений новий оптичний далекомір EMES-13. Модифікована башта T14 отримала назву T14 mod. і мала електричний привід та систему стабілізації, які були розроблені компаніями General Electric та AEG Telefunken.

##### Leopard 2AV
У липні 1973 німецький федеральний міністр оборони Георг Лебер і його американським колега Джеймс Шлезінгер домовились про вищий ступінь стандартизації основних бойових танків. Завдяки передачі вже виготовлених компонентів для німецьких танків Leopard 2, вартість XM1 Abrams повинна була зменшитися. Німецька комісія була відправлена в США, щоб оцінити уніфікацію компонентів між XM1 і Leopard 2.
В результаті було проведено дослідження модифікації прототипа Leopard 2 для потреб американської армії. 11 грудня 1974 року було підписано меморандум порозуміння між урядами ФРН та США за яким модифікована версія танку Leopard 2 повинна була випробована разом з прототипами XM1, після того як американці купили і дослідили прототип PT07 у 1973. За цим меморандумом ФРН зобов'язувалися направити безкоштовно корпус, техніку для балістичних тестів і деяку кількість спеціальних балістичних частин у США, для проведення тестів у США.
Leopard 2AV (основна версія) базувалася на досвіді попередніх розробок танка Leopard 2. Він був створений для задоволення замовлення США і останніх вимог по захисту згідно з німецькою частиною меморандуму. Башта T14 mod була використана як основна башта танка Leopard 2AV, але була потреба у покращенні бронювання корпусу після останніх балістичних випробувань з 23 по 26 червня 1976. Через переваги американських лазерних далекомірів, башта прототипа PT19 була оснащена лазерним далекоміром розробки американської компанії Hughes. На відміну від перших зразків прототипів Leopard 2, система керування вогнем була спрощена шляхом заміни оптичного далекоміра EMES-12 і зняття датчика бічного вітру, датчиків тиску і температури, датчику температури пороху, командирського прицілу PERI R12 з ІЧ підсвічуванням, протипіхотного гранатомета ближнього бою, з'ємного прожектора, висувного прожектора для підсвічування нічного пасивного прицілу, APU та механічного помічника заряджання.
Через те, що знадобилося більше часу на розробку і виробництво Leopard 2AV, відвантаження у США і оцінювання затрималися. Тому тестування танка 2AV не розпочалося до 1 вересня 1976. Незважаючи на бажання німців провести одночасні випробування прототипів Leopard 2AV та XM1, армія США вирішила не чекати Leopard 2AV і провести випробування прототипів XM1 від Chrysler та General Motors.
Два нових корпуси та три башти були відправлені до США: PT20 з нарізною гарматою 105 мм L7 і системою керування вогнем Hughes, PT19 з такою же системою керування вогнем, але з можливістю встановлення 120 мм гладкоствольної гармати Rheinmetall та PT21 з системою керування вогнем Krupp Atlas Elektronik EMES-13 та 120 гарматою Rheinmetall. Leopard 2AV повністю задовольняв вимогам США. Дослідження зроблені американською корпорацією FMC показали, що можливо випускати Leopard 2AV за ліцензією у США без перевищення вартості яка була встановлена армією.. Але перед завершенням випробувань, що замість адаптування танка Leopard 2AV для потреб американської армії, сфокусувати зусилля на уніфікації деталей двох танків. FMC, після отримання ліцензії на виробництво Leopard 2AV, вирішили не розробляти технічних планів на виробництво, тому що вважали, що шанси прийняття на озброєння машини яка була вироблена не у США дуже малими.
Дослідження армії США показали, що у XM1 більша частина поверхні вкрита спеціальною бронею на відміну від Leopard 2AV. Різний броньовий захист був пов'язаний з різними уявленнями про очікувані загрози і поспіх з яким розробляли Leopard 2AV для використання спеціальної броні. На ходових випробуваннях Leopard 2AV показав себе краще за прототипи XM1. Газова турбіна AGT-1500 споживала на 50 % більше палива, а траки Diehl показали кращу зносостійкість, у той час як траки прототипів XM1 не задовольняли вимогам армії. Теплова сигнатура дизельних двигунів MTU була нижча. Система керування вогнем і приціли танка Leopard 2 були визнані кращими, а 120 мм гармата довела свою перевагу. Прогнозована вартість одного танка XM1 була $728,000 у 1976, а вартість одного танка Leopard 2AV була вища на $56,000.
Після американських випробувань танка Leopard 2AV американська армія надала перевагу танку XM1 Abrams, американські і німецькі джерела звинувачували один одного. Згідно американській літературі було виявлено, що під час ходових випробувань прототип Leopard 2AV мав меншу вагу.
У Німеччині піддали сумніву тести через вибір XM1. Замість використання реальних даних, було використано розраховане прогнозоване прискорення. XM1 було визнано більш швидкострільним, незважаючи на схожість внутрішніх компонувань на Leopard 2AV, тому що прототипами XM1 керували професійні екіпажі, у той час як Leopard 2AV були укомплектовані призовниками, щоб довести, що керувати танком Leopard 2AV не дуже складно. Стрільба на ходу демонструвалася на пласких траках, що зводило нанівець систему стабілізації танка Leopard 2AV.

#### Виробництво

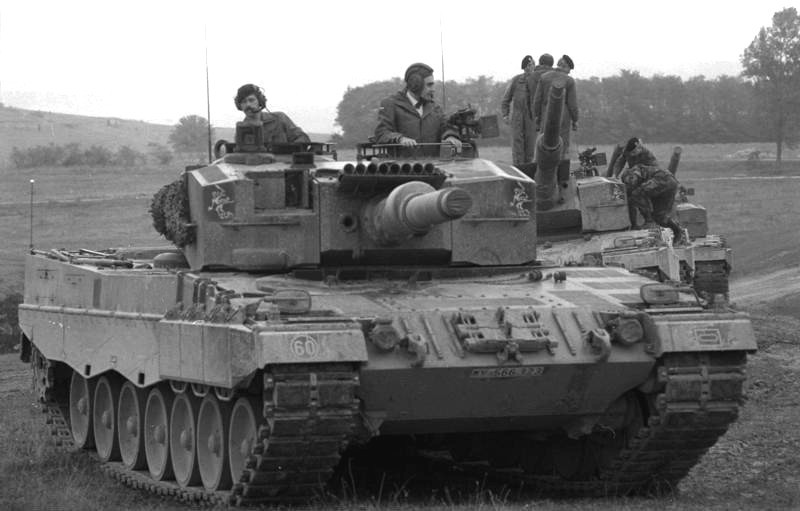
Танки Leopard 2 під час маневрів у 1986

Рішення про серійне виробництво танка Leopard 2 після проведення дослідів на танком, які довели, що прийняття модифікації Leopard 2 дасть кращі бойові результати для німецької армії, ніж виробництво великої кількості танків Leopard 1A4 або випуск покращеної версії танка Leopard 1A4 з гладкоствольними гарматами 105/120 мм, покращеним броньовим захистом, новою системою керування вогнем і двигуном потужністю 1 200 кінських сил (890 кВт) або 1 500 кінських сил (1 100 кВт). До початку серійного виробництва до конструкції танку Leopard 2 було внесено багато змін. Були дещо змінені і покращені двигун, трансмісія і підвіска. Були покращені балістичні характеристики башти і корпусу та прибрано слабкі місця. Розташовано у башті стелажі з боєприпасами та гідравлічні системи були відокремлені від відсіку екіпажу вибуховими панелями. Для танка Leopard 2 було розроблено кілька нових деталей під час розробки танка Leopard 2AV та тестувань у США. Для серійних версій замість пасивного далекоміра EMES-13 було обрано лазерний далекомір американського виробництва Hughes. Система EMES-13 була визнана кращим рішенням, але система Hughes була дешевшою і повністю функціональною.
Німецька компанія Krupp-Atlas-Elektronik отримала ліцензію на розробку Hughes і модифікувала її під потреби німецької армії. Модифікований далекомір отримав назву EMES-15. Для тестувань MaK встановили американський двигун AGT-1500 на танк Leopard 2. Двигун AGT-1500 було замовлено у США і він потребував великих модифікацій для встановлення на шасі Leopard 2. Проте ходові тести WTD 41 виявили ряд недоліків, таких як велике споживання палива і нестача продуктивності трансмісії в тому числі гальма. Проект було закрито.
У січні 1977 Німеччина замовила три до-серійних корпуси і дві башти які були отримані у 1978. Ці машини мали посилену броню на передній частині корпусу. Один з корпусів мав башту T21 і використовувався німецькою військовою школою у Мюнестері для військових випробувань до 1979. У вересні 1977 було замовлено 1800 танків Leopard 2, вони були випущені п'ятьма партіями. Основним підрядником було обрано Krauss-Maffei, але Maschinenbau Kiel (MaK) отримала контракт на виробництво 45 % танків. Перша партія складалася з 380 танків. Випуск шести танків було заплановано на 1979, 114 на 1980, 180 на 1981 та 300 танків на кожний наступний рік.
Танки першої серії були поставлені 25 жовтня 1979. До 1982 була завершена перша партія з 380 танків Leopard 2. 209 були побудовані Krauss-Maffei (шасі з номерами від 10001 до 10210) та 171 — MaK (шасі з номерами від 20001 до 20172). Перші танки мали ЕОП PzB-200 через брак нових систем з тепловими прицілами нічного бачення, який пізніше встановили на перші моделі. Після перших 5 партій було замовлено 3 додаткових партії танків Leopard 2, що збільшили загальну кількість танків Leopard 2 у німецькій армії до 2125. Шоста партія була замовлена у черні 1987 і складалася зі 150 танків, які були випущені у період з січня 1988 по травень 1989. Сьома партія зі 100 танків була випущена у період з травня 1988 по квітень 1990. Остання партія для німецької армії, загальною кількістю у 75 машин, була випущена у період з січня 1991 по березень 1992.

#### Покращення
Якщо попередні моделі відрізнялися лише у деталях, то Leopard 2A4 мав цифровий балістичний комп'ютер і покращену протипожежну систему. Починаючи із шостої партії танки мали покращену броню і нові екрани. У 1984 німецьке військове управління з закупівель висунуло деякі умови стосовно майбутніх оновлень танка Leopard 2. У 1989 було розпочато програму Kampfwertsteigerung (бойового покращення) з будівництвом перших прототипів. Офіційні вимоги військових були опубліковані в березні 1990. Програма KWS складалася з трьох етапів. Першим етапом програми KWS була заміна ствола гармати Rh 120 L/44 і обладнання на довший ствол гармати Rh 120 L/55. На цьому етапі було переобладнано 225 танків, які отримали назву Leopard 2A6, починаючи з 2001 і тривав 2005. Другим етапом програми KWS був сфокусований на броньовому захисті і живучості, таким чином було отримано танки Leopard 2A5 починаючи 1995. Було замінено базову броню і встановлено додаткові бронеплити на башті. Перша партія з 225 танків Leopard 2 були перероблені у Leopard 2A5 у період з 1995 по 1998, друга партія у 125 танків у період з 1999 по 2002.
Третій етап KWS передбачав заміну башти Leopard 2 новою баштою з гарматою 140 мм NPzK, механізмом заряджання і системою керування на полі бою IFIS. Було покращено балістичний захист корпусу. Спочатку програма KWS передбачала переробку 650 танків Leopard 2. Вона не була закінчена, але танкова гармата 140 мм NPzK тестувалася на старому прототипі. У 1995 програма була закрита з політичних причин. Фонди було направлено на проект NGP. Були розроблені танки Leopard 2A6M з покращеним захистом від мін, які вибухають під корпусом та EFP мін. Вага танка Leopard 2A6M складала 62,5 тони.
Останньою версією танка став танк Leopard 2A7, який був прийняти на службу малою початковою партією у 20 танків у 2014. У той час як було випущено перший танк Leopard 2A7, було розроблено плани з подальшого покращення танка. У цей час було заплановано «велике» покращення бойових характеристик танка зі збереженням оригінальної мобільності танка Leopard 2. Було також покращено оптику.
У 2015 році Rheinmetall заявили, що розробляють нову 130-мм гладкоствольну гармату для танка Leopard 2 і його наступника. Ця гармата продуктивна і точніша на 50 %. Продаж нової гармати заплановано на 2016.

#### Припинення
22 травня 2015 німецьке міністерство оборони анонсувало плани із розробки наступника танка Leopard 2, який отримає назву Leopard 3, що може бути розроблений у співпраці з Францією. Танк Leopard 2 було прийнято на службу 1979, тому тривалість його служби триватиме до 2030. Будуть проведені технологічні дослідження для визначення можливостей, які потрібні для нового танку.
Основна бойова наземна система (ОБНС) передуватиме поступовій модернізації цих Leopard 2. Модернізація включає нове цифрове системне ядро башти і ситуативну систему інформування, а також комплекс активного захисту (КАЗ). Короткочасне збільшення летальності полягає у високому тиску при стрільбі новими боєприпасами з 120 мм гармати, прогнозується збільшення продуктивності на 20 відсотків на відміну від L55, зосередивши основні зусилля на новій 130 мм гарматі, яка збільшує продуктивність пробивання броні на 50 відсотків; з появою російського танка T-14 Армата, який озброєний КАЗ Афганіт, метою якого є боротьба з протитанковими ракетами і РПГ, основна увага приділяється веденню прямого вогню з гармати. Фаза розробки концепції ОБНС мала завершитись до 2017.

### Експорт
Німеччина мала на озброєнні 2125 ОБТ Leopard 2 різних версій, але після возз'єднання Німеччини більшість з них була продана. Інші країни вимагали нових або побудованих у себе танків.
Королівська Нідерландська армія замовила 445 танків Leopard 2 у березні 1979, після вивчення результатів тестування Leopard 2AV і США. Вона стала першим закордонним користувачем танка Leopard 2. Машини надійшли на озброєння з липня 1981 по червень 1986.
Швейцарська армія обрала Leopard 2 замість M1A1 Abrams після випробувань, які тривали з серпня 1981 по червень 1982. Швейцарія ухвалила рішення 24 серпня 1983, а фінансування було підтверджене урядом у 1984. У червні 1987 року 35 машин були представлені Kraus-Maffei, а у грудні 1987 компанія Eidgenössische Konstruktionswerkstätte у Туні розпочала ліцензійне виробництво 345 машин.
Танк Leopard 2 став дуже популярним у 1990-ті, коли скорочена німецька армія почала продавати танки Leopard 2 за зниженими цінами. Він став настільки успішним в Європі, що виробник почав називати його Euro Leopard, попри те, що Франція, Британія та Італія працювали над власними ОБТ. Але через появу не європейських замовлень, зараз використовують назву «Global-Leopard».
Після дослідження можливості місцевого виробництва танків для заміни танка Strv 103, Швеція вирішила закупити танк за кордоном. Покращений Leopard 2 (прототип Leopard 2A5) переміг у змаганні проти американського M1A2 Abrams та французького Leclerc, під час інтенсивних тестувань з січня 1994 по червень 1994. Шведська армія замовила Leopard 2. Також шведи випробували радянський танк T-80У, але окремо від інших танків. Шведська армія визнала, що покращений Leopard 2 задовольняє її вимоги на 90 %. M1A2 задовольняв потреби лише на 86 %, а Leclerc — на 63 %. Шведи підписали контракт 20 червня 1994 на випуск 120 танків Stridsvagn 122 (шведське позначення Leopard 2A5) з місцевим випуском багатьох деталей. Перший Stridsvagn 122 було доставлено 19 грудня 1996. Шведи взяли у лізинг та пізніше придбали 160 танків Leopard 2A4 у 1994 та 1995, перша машина була доставлена у 1994.
Данія закупила 51 німецький танк Leopard 2A4 після того як данська військова школа, Haerens Kampskole, рекомендувала прийняти за основу тестування шведами нового танка. Танки було доставлено у 1997, але було ухвалене рішення про покращення танка до рівня Leopard 2A5. У 2004 данська армія купила ще 18 німецьких танків Leopard 2.
У 1998 у Греції проходили випробування для обрання ОБТ для грецької армії. Покращений Leopard 2 випередив такі танки як Challenger 2E, Leclerc, M1A2 Abrams, Т-80У та Т-84 і був обраний грецькими військовими. У березні 2003 Греція замовила 170 танків Leopard 2, 140 з яких були зібрані у місцевих умовах. Греція також купила 183 Leopard 2A4 та 150 Leopard 1.
Іспанія спочатку взяли в лізинг 109 танків Leopard 2A4, але після того як компанія Krauss-Maffei покинула програму Lince, була розроблена спеціальна легша версія танку Leopard 2, яка була розроблена спільно з Santa Bárbara Sistemas. Перед закриттям програми Lince, Іспанія відмовилась від танків M1A1 Abrams та Vickers Valiant. Після ухвалення рішення про лізинг танків, Santa Bárbara Sistemas отримала ліцензію на місцеве виробництво 219 танків Leopard 2A6 для іспанської армії.
Польща отримали 128 танків Leopard 2A4 з Німеччини у 2002. У 2013 Польща замовила ще 119 німецьких Leopard 2s.
Фінляндія закупила 124 танки Leopard 2A4, які були у вжитку та 6 броньованих мостоукладальників Leopard 2L у Німеччині у 2002 та 2003. Танки замінили старі радянські танки Т-55 та Т-72М1. Нідерланди продали свої 114 танків (і одну башту) Австрії, 80 Канаді у 2007, інші 52 танки Норвегії, 37 — Португалії та останні 100 — Фінляндії.
У 2005 Туреччина замовила 298 танків Leopard 2. Танк Leopard 2 було обрано ще у 2001 після успішних випробувань, які проходили у турецькій армії у 2000 році проти танків T-84 Ятаган, Leclerc і версії танка M1A2 Abrams з німецьких дизелем MTU. Туреччина бажала купити 1000 танків Leopard 2 у 1999, але німецький уряд відхилив цю угоду.
Чилі закупили 172 танка Leopard 2A4 та 273 БМП Marder 1A3 у 2007.
Сінгапур купив 96 танків Leopard 2 у 2006.
Індонезія замовила 103 танки Leopard 2 та 42 БМП Marder 1A3 у 2013. Спочатку німецький уряд не дозволив експорт важкого озброєння до Індонезії, через порушення прав людини у цій країні. 61 з 103 Leopard 2 будуть оновлені компанією Rheinmetall до стандарту Leopard 2RI, який базується на модульній концепції оновлення Rheinmetall Revolution.
Катар замовив 62 танки Leopard 2A7 та 24 САУ PzH 2000 у 2013. Поставки техніки почалися наприкінці 2015 і перші танки були показані на військовому параді 18 грудня 2015.
Саудівська Аравія також виявляла зацікавленість у придбанні танків Leopard 2 з 1980-х. Але через сумнівну політичну обстановку і порушення прав людини договори не укладалися. Саудівська Аравія розпочала нові перемовини про закупівлю танків Leopard 2 у 2011. За чутками, які з'вилися у газетах, перша партія повинна складатися з 200 танків, пізніше кількість зросла від 600 до 800 танків. Спочатку уряд Німеччини погодився, але пізніше відмінив угоду через порушення прав людини і вторгнення до Бахрейну.
Велика Британія також випробувала Leopard 2. У 1989 Leopard 2 оцінювали як заміну танка Challenger 1. Врешті решт Британські збройні сили вирішили обрати танк Challenger 2 місцевого виробництв. Австралійська армія бажала придбати шведські Leopard 2 на заміну танків Leopard 1AS у 2003, але зупинила свій вибір на танку M1A1 AIM через легші шляхи доставки. Більш сучасні версії танків Leopard 2 або M1 Abrams, наприклад, the Leopard 2A6, не розглядалися через їх велику вартість.

## Конструкція

### Корпус

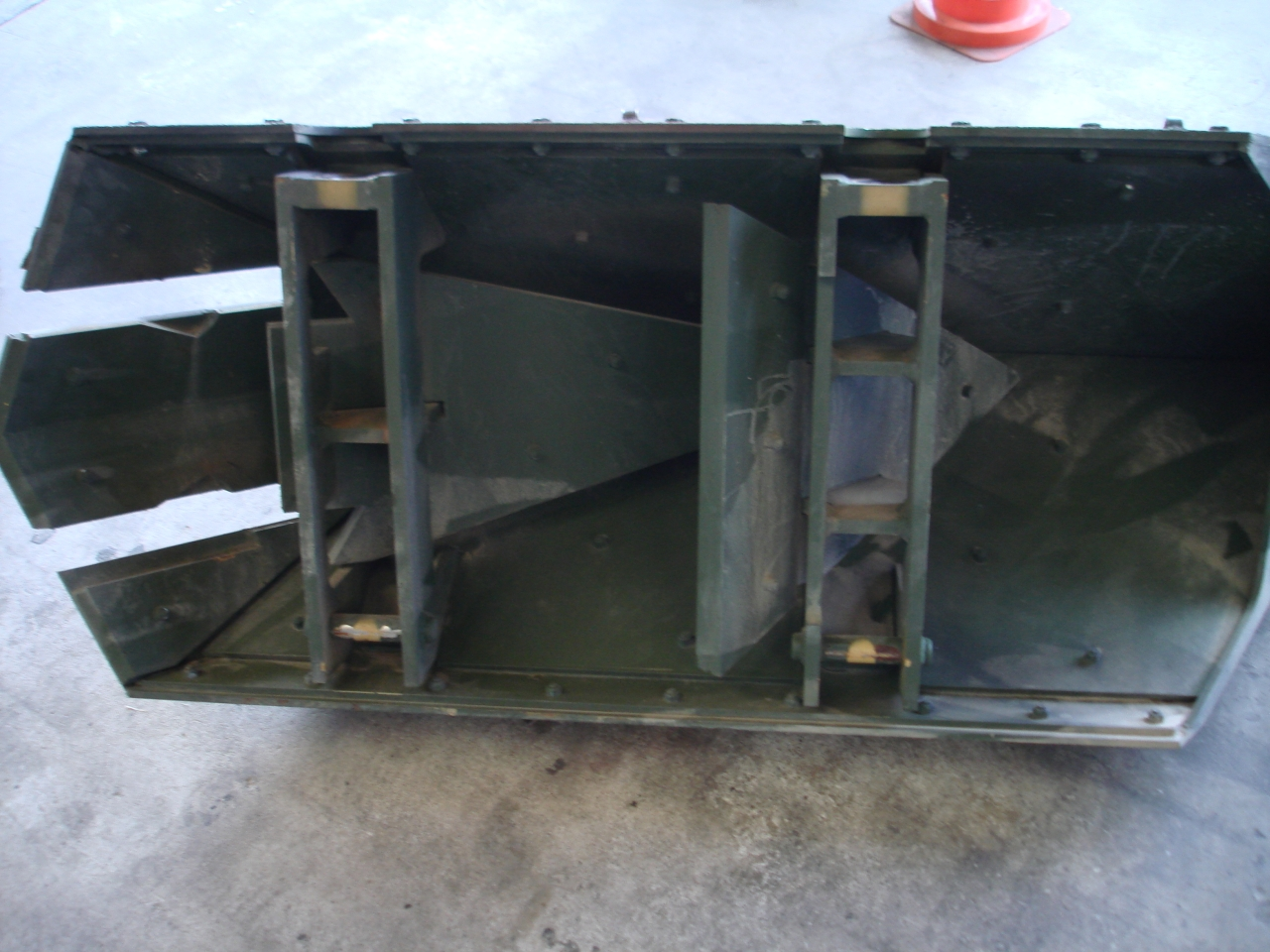
Стрілоподібний броньовий модуль танка Leopard 2A5

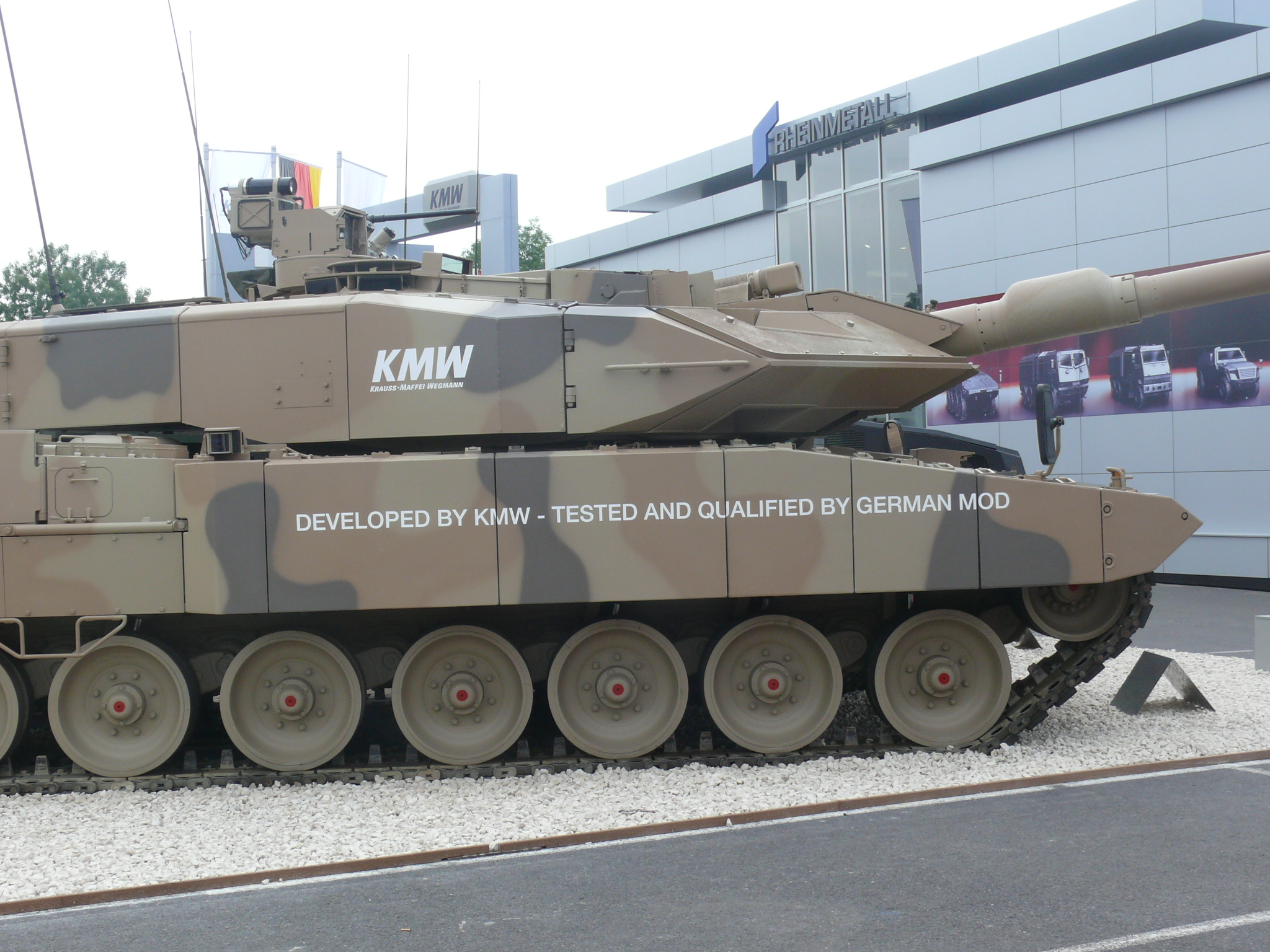
Башта і борти танка Leopard 2A7+ вкриті додатковими броньовими модулями

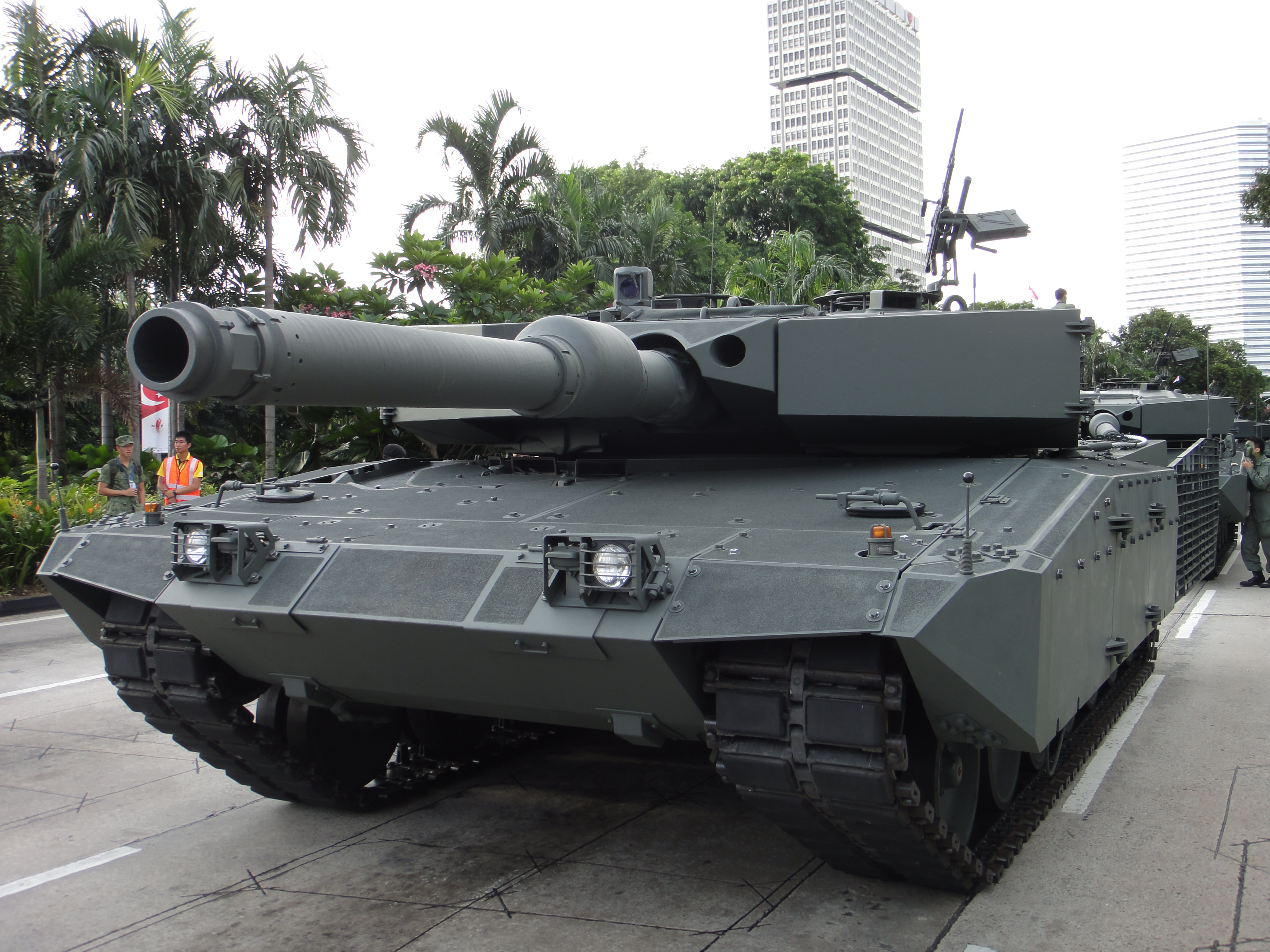
Leopard 2SG з композитною бронею AMAP

Основним бронезахистом танку Leopard 2 є композитна броня. Броня складається з поєднання сталевих плит різного ступеню загартування, еластичних та не металічних матеріалів. Використані сталеві пластини з високою твердістю та пластичністю. Броня є результатом досліджень механізму формування і проникнення кумулятивних зарядів. Броня Leopard 2 можливо базується на британській броні Чобгем, яку демонстрували у ФРН в 1970 році. Згодом, у середині 1970-х, повна інформація по цій броні була передана уряду ФРН. Верхня лобова деталь танка Leopard 2 розроблена для протистояння бронебійним снарядам великих калібрів і протидії кумулятивним зарядам. Протягом 1980-х, було виявлено, що лобова броня танка Leopard 2 може протистояти 125 мм БОПС на дистанції 1500 м.
Броня Leopard 2A4 має максимальну фізичну товщину у 800 мм згідно не офіційним вимірювання та оцінкам які зробили призовники і професійні солдати німецької армії. На танку Leopard 2A5 та подальших моделях, завдяки клиноподібному броньовому модулю товщина броні збільшена до 1500 мм.
Борти і корма танка мають захист від важких кулеметів, гармат середнього калібру і старих типів танкових боєприпасів. Борти прикриті протикумулятивними екранами. Фронтальна третина корпусу прикрита важкими балістичним екранами, а інша частина — гумовими екранами, посиленими сталлю. Для збільшення захисту від мін, редан має нахил у 45°, а підлога має ніші для торсіонів, що збільшує жорсткість конструкції.

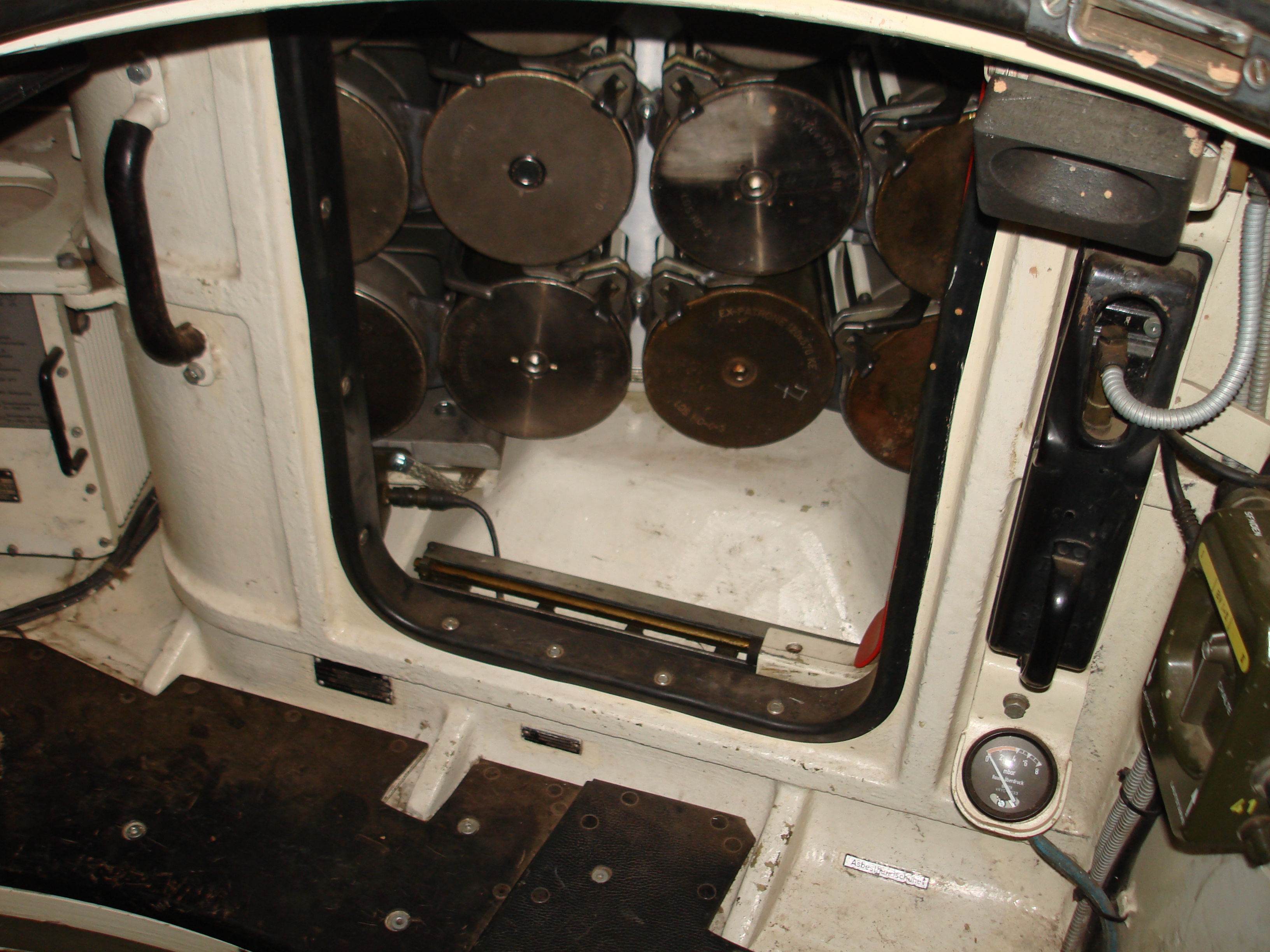
Боєукладка у Leopard 2A4

Конструкція танка Leopard 2 розроблена за концепцією секціонування; можливі джерела вогню або вибуху віддалено від екіпажа. У башті, боєприпаси і гідравліка розташовані у відсіку який відокремлено від екіпажу. У разі детонації, вибухові панелі даху відсіку направляють вибух і вогонь назовні. Екіпаж також захищено від ядерної, біологічної і хімічної загрози завдяки системі надлишкового тиску Dräger, який забезпечує до 4 мілібар (400 Па) надлишкового тиску всередині танка.
З обох боків башти розташовано дві групи з чотирьох димових гранатометів Wegmann 76 мм, з яких можна стріляти дистанційно як з одного так і з усіх одразу. Вони встановлені майже на всіх моделях Leopard 2, окрім нідерландських Leopard 2, які мають по шість гранатометів власного виробництва з обох боків башти. На шведському Stridsvagn 122 встановлено французькі димові пристрої GALIX, схожі на ті, що встановлені на танках Leclerc.
Leopard 2 оснащено системою пожежогасіння. Чотири 9-кг галометанових вогнегасники встановлено за місцем механіка-водія. Вогнегасники оснащено трубками і брандспойтами. Вони активуються автоматично системою пожежогасіння, коли температура перевищує 82 °C (180 °F) у бойовому відділенні або вручну на панелі керування у відділенні механіка-водія. Додатковий 2.5-кг вогнегасник зберігається на підлозі за головною гарматою.

#### Покращення
Починаючи з 1979, коли Leopard 2 було прийнято на службу, відбувалося постійне покращення броні. Модифікована версія багатошарової екранованої броні була встановлена на 97-му машину в 6-й виробничій партії. Машини цієї партії також отримали покращені бортові екрани (спідниці).
Покращення Leopard 2A5 було сфокусовано на підвищенні броньового захисту. Під оновлення танка Leopard 2 до конфігурації Leopard 2A5, було знято з даху частину броньових плит і встановлено нові броньові модулі. Нові додаткові броньові модулі зроблені з багатошарової броні і закривають фронтальну частину башти. Вони мають добре розпізнавану стрілоподібну форму і покращений захист проти кумулятивних і бронебійних снарядів. Бортові екрани також мають покращений броньовий захист. До тог підбій для захисту від осколків товщиною приблизно 2.5 см захищає екіпаж від уражень сколами броні у разі влучання снаряда.
Танк Leopard 2A7 має останнє покоління пасивної броні і бронювання днища для захисту від мін і фугасів. На танку Leopard 2A7 є спеціальні монтажні пристосування для встановлення броньових модулів або систем захисту від РПГ.
Для ведення бою в умовах міста Leopard 2 може оснащуватися різними наборами модульної броні. На Leopard 2A4M CAN, Leopard 2 PSO (Peace Support Operations — операції підтримки миру) та Leopard 2A7 можна монтувати товсті модулі композитної броні з боків башти та корпусу, а у кормі можна встановити екрановану броню. Броньові модулі можуть захистити від реактивних гранат РПГ-7, яка в залежності від боєголовки може пробивати до 280 міліметрів (11 дюйм) та 600 міліметрів (24 дюйм) сталевої броні. На Leopard 2A6M CAN покращено захист проти реактивних гранат (РПГ) шляхом встановленням захисних екранів.
Додаткові набори броні виробляють багато кампаній. IBD Deisenroth випускають покращення композитної броні MEXAS (Modular Expandable Armor System — система комбінованої модульної броні) та AMAP (Advanced Modular Armor Protection — покращений модульний броньовий захист), яку пізніше використовували на сінгапурських та індонезійських танках Leopard 2. RUAG випускав оновлення броні на основі власної композитної броні SidePRO-ATR. Це оновлення було вперше представлено на IAV 2013.
На танках Leopard 2A4M та 2A6M встановлено додатковий захист від мін у вигляді пластин на днищі, який підвищує захист проти мін та СВП.
Розрахунковий рівень захисту башти танка Leopard 2 дорівнює 590—690 мм катаної гомогенної броні, 600 мм катаної гомогенної броні у лобовій частині (НЛД та ВЛД) корпусу танка Leopard 2A4 та 920—940 мм башти, 650—750 мм у лобовій частині (НЛД та ВЛД) корпусу танка Leopard 2A6 при обстрілі бронебійними снарядами.
Згідно з Федерацією американських вчених броня танка Leopard 2A4 може забезпечити захист який дорівнює 700 мм катаної гомогенної броні при ураженні бронебійним снарядом та 1000 мм при ураженні кумулятивними боєголовками.

### Озброєння

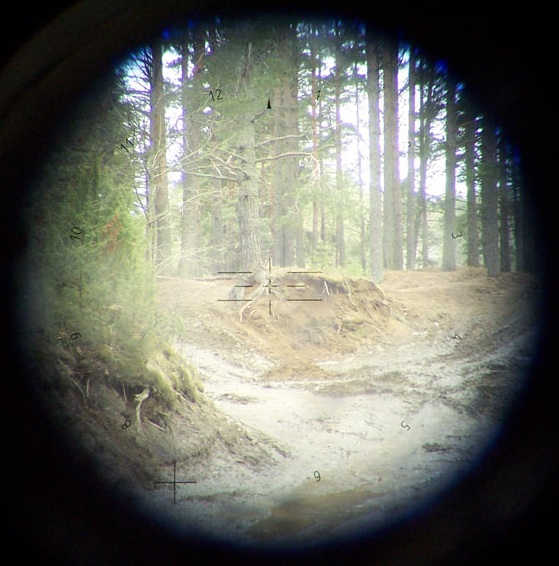
Вид через панорамний приціл PERI R17

#### Основне

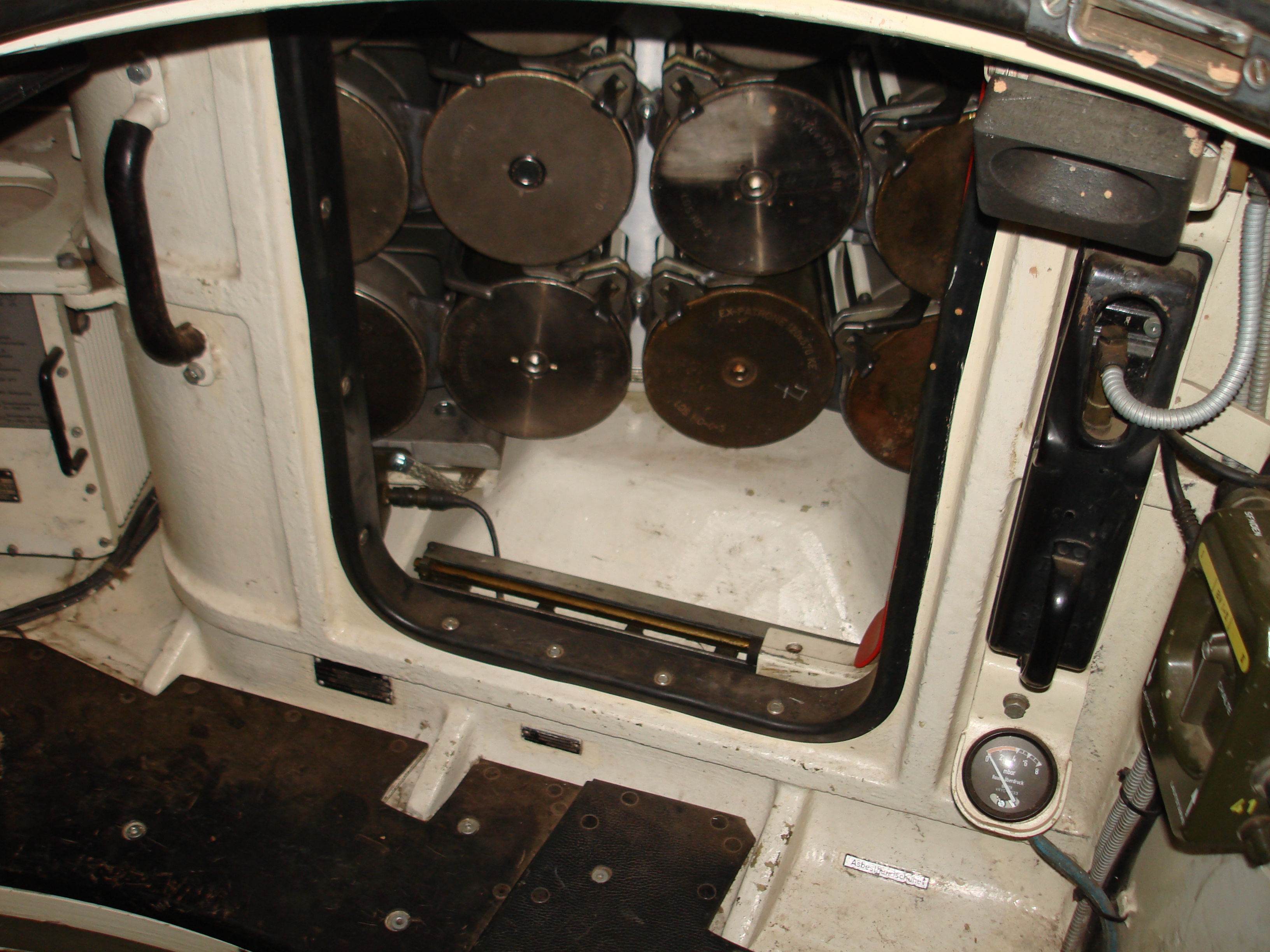
Боєукладка в башті Leopard 2A4. Іще до 27 пострілів зберігаються в носовій частині, ліворуч від водія.

Основним озброєнням серійної версії танка Leopard 2 є 120 мм гладкоствольна гармата Rheinmetall — така сама, що встановлена на танк M1 Abrams — у обох варіантах — L44 (на всіх танках Leopard 2 до моделі A5) або L55 (починаючи з Leopard 2A6 і далі). Боєзапас гармати складається з 27 снарядів, які зберігаються у спеціальному магазині у носовій частині корпусу, ліворуч від водія. Додаткові 15 снарядів зберігаються у кормі башти ліворуч і відокремлені від бойового відділення електрично-керованими дверцятами. При ураженні боєукладки вибухові панелі спрямують вибух назовні для захисту екіпажу.
Гармата повністю стабілізована і може вести вогонь різними типами боєприпасів, такими як німецькі протитанкові БОПС DM43, які, за словами, можуть пробити до 560 міліметрів (22 дюйм) сталевої броні на відстані у 2 000 метрів (2 200 ярд) і німецькі протитанкові снаряди широкого призначення DM12. Для гармати L55, було представлено новий снаряд APFSDS-T, який було пристосовано для довшого ствола, DM-53, який, як кажуть, може пробивати до 750 мм катаної гомогенної броні на дистанції 2000 метрів. Ежектор гармати та термокожух A4 і A5, розроблені для регулювання температури ствола і вироблені зі склотекстоліту. Ствол хромований для збільшення терміну служби. Кути наведення гармати складають від +20° до −9°.
Rheinmetall розробило оновлення для танків Leopard 2 для можливості використання ізраїльських протитанкових ракет LAHAT через ствол гармати; ракета може уразити ціль на відстані 6000 метрів.
Танк Leopard 2 також оснащено двома кулеметами. Один з них спарений, а інший встановлено для ведення зенітного вогню. На німецьких танках встановлено кулемет MG 3 7,62 мм; нідерландські і сінгапурські танки оснащені кулеметами FN MAG 7,62 мм; швейцарські — швейцарськими кулеметами MG 87 7,5 мм. На борту знаходиться 4750 набоїв до кулемету.
Стандартною системою керування вогнем для танка Leopard 2 є німецька система керування вогнем EMES 15 зі стабілізованим двократним основним прицілом. Основний приціл має інтегрований неодимовий ітрій-алюмінієвий гранат Nd:YAG лазерний далекомір і 120 елементну ртутну телурид кадмію, HgCdTe (також відомий як CMT) термографічну камеру Zeiss. Обидва прилади під'єднані до танкового комп'ютера керування вогнем. З прицілом стрільця спарено додатковий 8-кратний телескоп FERO-Z18. Командир має незалежний приціл Rheinmetall/Zeiss PERI-R 17 A2. PERI-R 17 A2 є стабілізованим панорамним перископічним прицілом для огляду вдень/вночі і для визначення цілей; приціл дає можливість оглядати місцевість на 360°. Термальне зображення з командирського прицілу передається на монітор. Танки перших випусків не оснащувалися термальними прицілами, тому що вони не були готові, і тому був тимчасово замінений на телевізійну систему низької освітленості PZB 200 (LLLTV).
Пакет керування вогнем може видавати три значення відстані за чотири секунди. Дані про відстань передаються до комп'ютера керування вогнем і потім їх використовують для вирахування рішення для стрільби. А також, через те, що лазерний далекомір вмонтовано в основний приціл стрільця, стрілець може бачити напряму цифрові значення про дальність. Максимальна дальність лазерного далекоміра становить до 10000 м з точністю заміру до 20 метрів. Комбінована система дозволяє танку Leopard 2 атакувати цілі, що рухаються на відстані 5000 метрів рухаючись по пересічній місцевості.

### Двигун

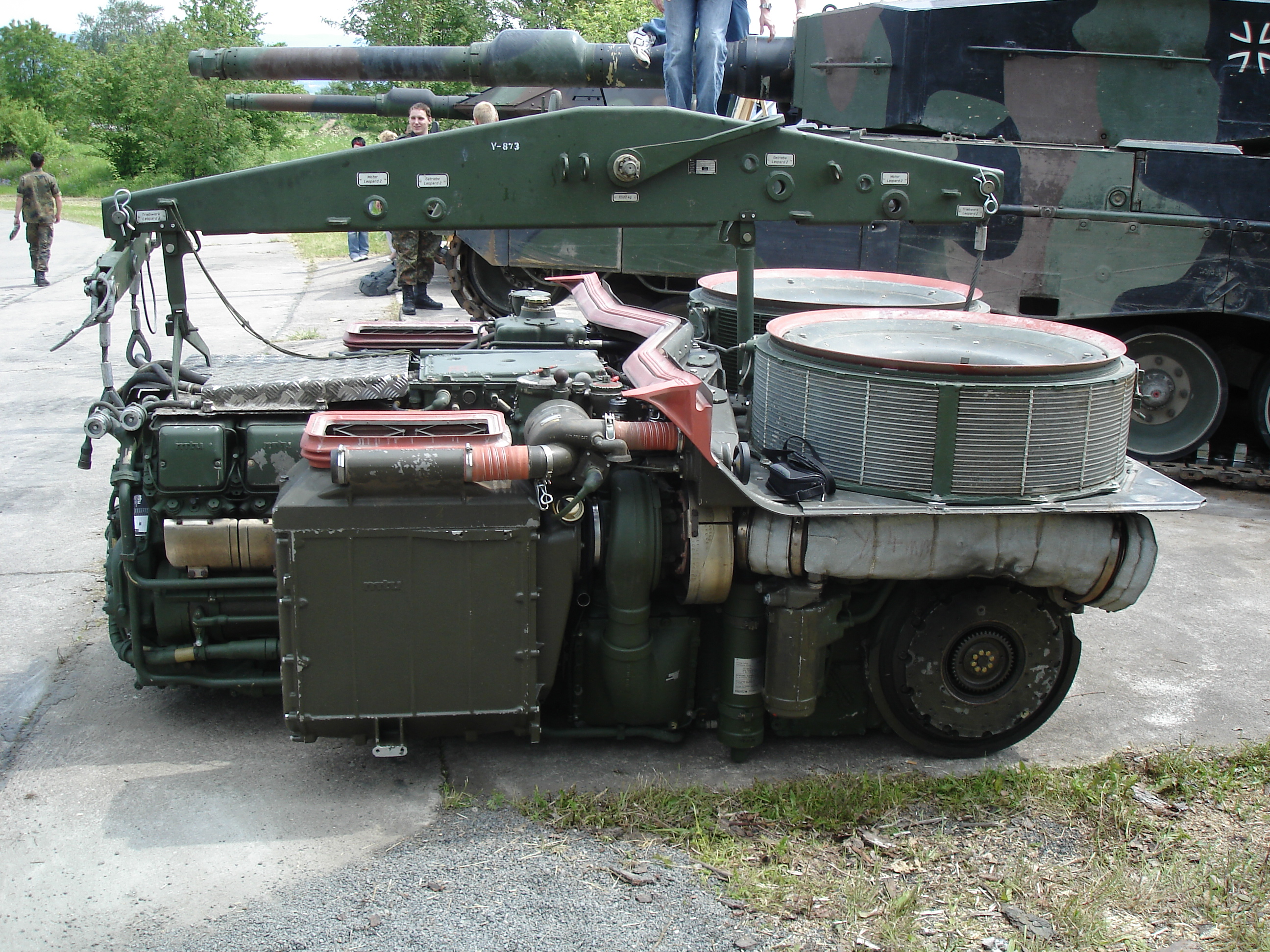
Двигун танка Leopard 2 MB 873 Ka-501 V12

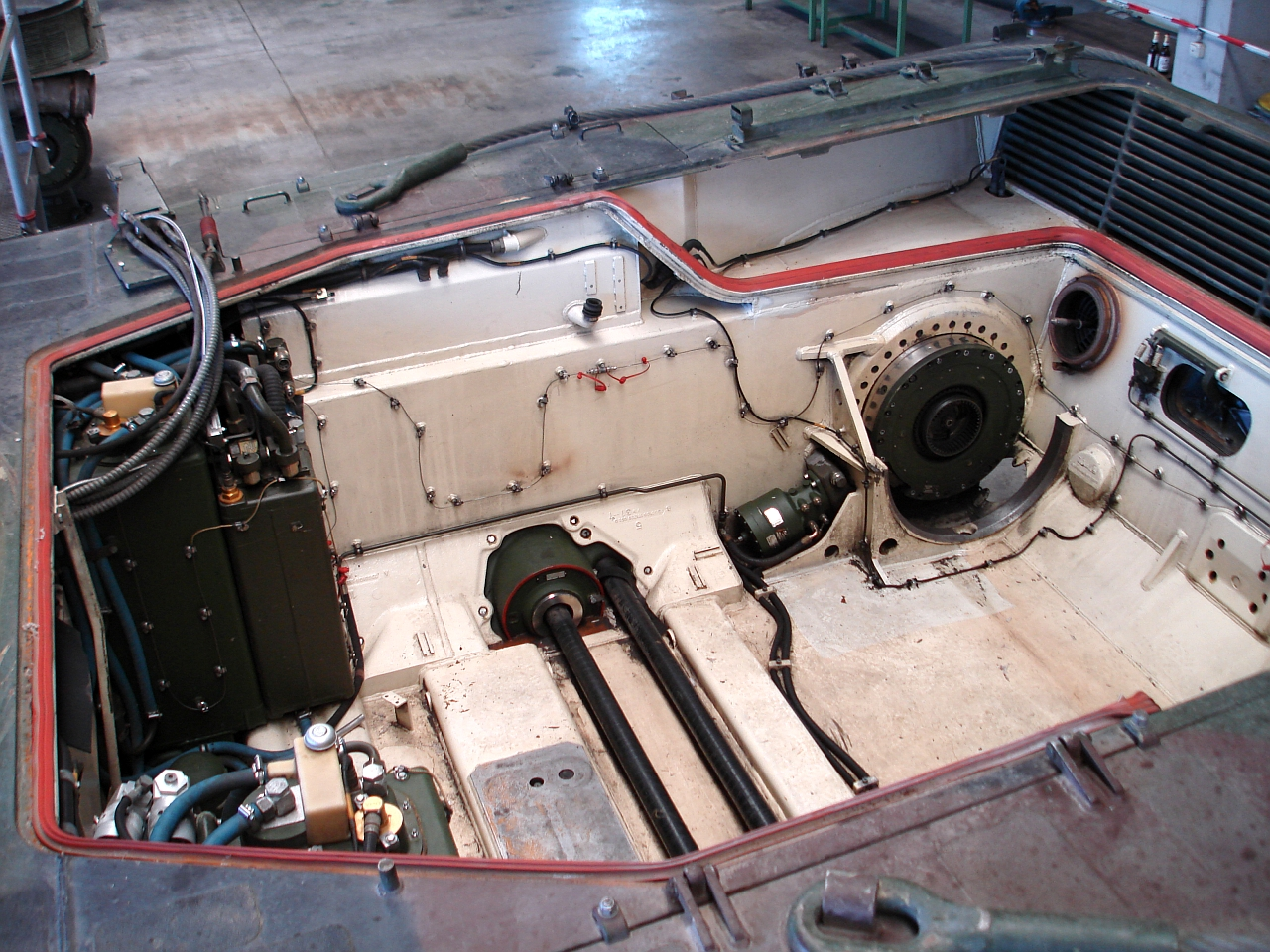
Моторне-трансмісійне відділення Leopard 2A5 без двигуна. Серед іншого видно два торсіони

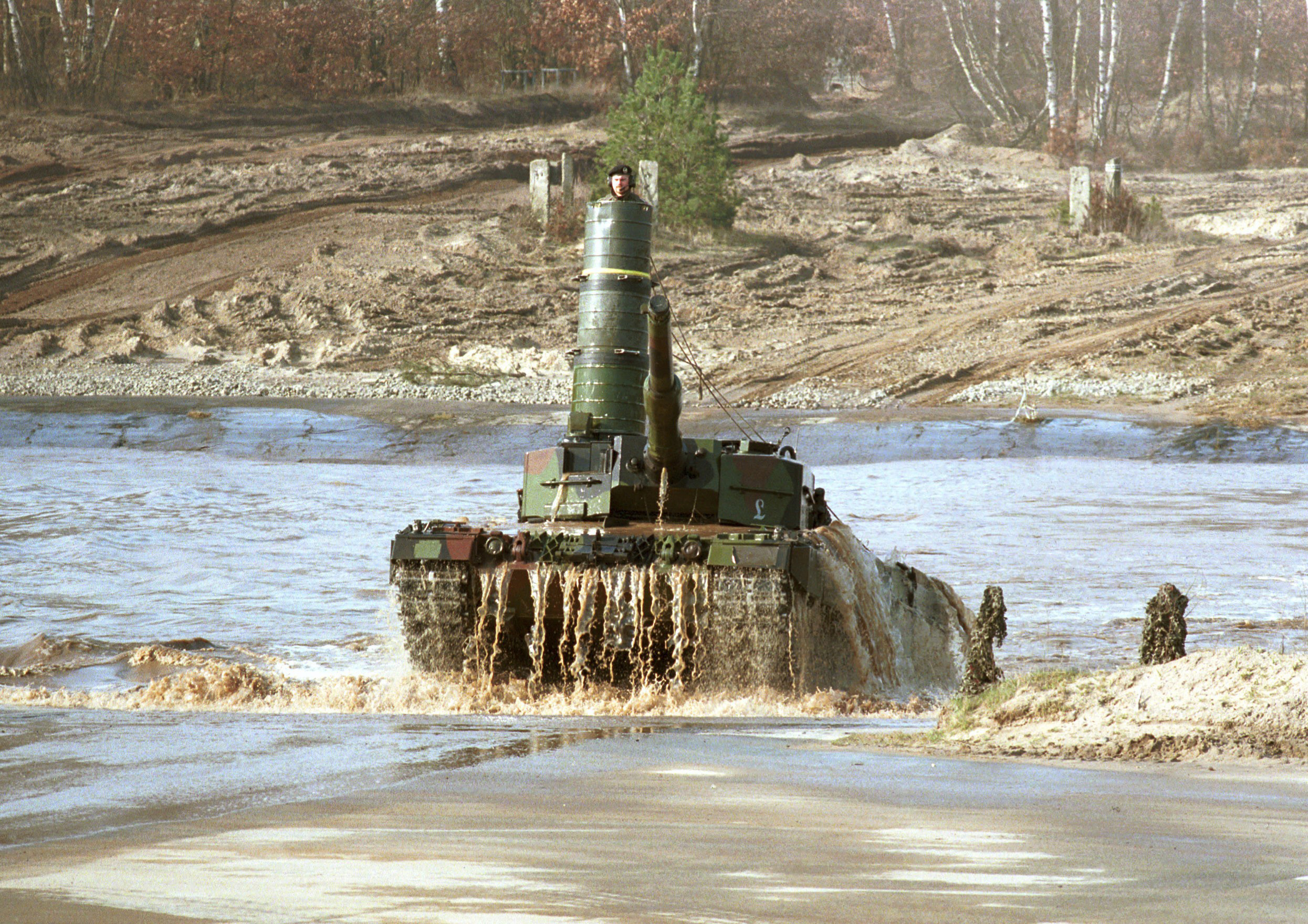
Німецький танк Leopard 2A4 зі шноркелем, 2010

Leopard 2 має дизельний двигун MTU MB 873, потужністю 1500 к.с. Дизельний двигун MTU MB 873 чотиритактний, робочий об'єм дорівнює 47,6 літрам, багатопаливний 12-циліндровий, з турбонаддувом, рідинного охолодження, розрахункова витрата палива складає 300 літрів на 100 км по дорозі та 500 літрів на 100 км по пересічній місцевості. Коробка передач Renk HSWL 354 та гальмівною системою. Трансмісія Renk HSWL 354 має чотири передніх і дві задніх передачі, з гідродинамічною передачею і є повністю автоматичною. Leopard 2 має чотири паливних бака, загальним об'ємом 1160 літрів, що дає максимальну дальність ходу 500 км. Двигун дозволяє розвинути швидкість на дорозі 68 км/год (лімітована законом швидкість у цивільний час 50 км/год) і швидкість заднього ходу 31 км/год. Двигун можна замінити у польових умовах за 35 хвилин. Двигун і трансмісія відокремлені від бойового відсіку пожежо-тривкою переборкою. Покращена версія двигуна EuroPowerPack, потужністю 1650 к.с., MTU MT883 також була випробована на Leopard 2.
Leopard 2 має торсіонну підвіску і покращені демпфери тертя. Танк має сім вкритих гумою котків і чотири підпорних котка, з лінивцем спереду і зірчастим колесом позаду. Гусениця — Diehl 570F, з гумово-металевими шарнірами, зі змінними гумовими подушками і складається з 82 траків. Для використання на замерзлому ґрунті 18 гумових подушок можливо замінити на таку ж кількість шпор, які зберігаються у носовій частині танка. Верхня частина гусениці закрита захисним бортовим екраном, також закрито екраном передні два котка і лінивець.
Leopard 2 може форсувати водні перешкоди глибиною до 4 метрів за допомогою шноркеля або глибиною 1,2 метри без підготовки. Танк може перебиратися через перешкоди висотою до 1 метра.
Німецька армія приділяє пріоритетну увагу мобільності танка Leopard 2, який є одним з найшвидших ОБТ.

## Варіанти

### Leopard 2A0
Основний танк Leopard 2, інколи, для того щоб відрізнити від інших машин серії, називають «A0». Танки випускалися з жовтня 1979 до березня 1982, всього 380 машин. 209 побудували Krauss Maffei та 171 — MaK. Основне обладнання складається з електро-гідравлічного стабілізатора WNA-H22, комп'ютера керування вогнем, лазерного далекоміра, датчика вітру, перископу загального призначення EMES 15, панорамного перископу PERI R17, баштового прицілу FERO Z18, на даху башти, а також з комп'ютерним керуванням тестування танком RPP 1–8. 200 машин мають підсилювач низького освітлення (PZB 200) замість тепловізора. Два корпуси використано для навчання водіїв.

### Leopard 2A1
Мінімальні модифікації і встановлення тепловізійного прицілу стрільця були зроблені у другій партії з 450 машин Leopard 2 які отримали назву A1; 248 створені Krauss-Maffei (номери шасі з 10211 по 10458) та 202 — Mak (номери шасі з 20173 по 20347). Поставки машин моделі 2A1 було розпочато у березні 1982 і завершено у листопаді 1983. Двома значними змінами стали: боєукладка як на танку M1 Abrams і перероблені паливні баки для зменшення часу заправки.
Третя партія з 300 Leopard 2 — 165 від Krauss-Maffei (номери шасі з 10459 по 10623) та 135 — MaK (номери шасі з 20375 по 20509.) — були випущені у період з листопада 1983 по листопад 1984. Ця партія мала незначні зміни які отримали і раніше випущені 2A1.

### Leopard 2A2
Така назва була дана оновленим машинам з першої партії Leopard 2, які були покращені до стандартів другої і третьої партій. Модернізація замінила оригінальні приціли PZB 200 першої партії на термоприціли EMES 15. Крім того оновлення включало установку огорожі навколо передніх отворів паливних баків, а також дефлектор перископа і велику захисну пластину існуючого захисту від ЗМУ. І, нарешті, танк отримав новий п'яти метровий буксирувальний трос. Програма була розпочата у 1984 і закрита у 1987; третя, четверта і п'ята партія, які були випущені у цей період, мали такі ж самі функції. Першу модернізовану партію можна впізнати за круглою пластиною яка закриває отвір де було встановлено датчик вітру.

### Leopard 2A3
Четверта партія з 300 машин; 165 створено Krauss-Maffei (номери шасі з 10624 по 10788) і 135 — Mak (номер шасі з 20510 по 20644), була випущена у період з грудня 1984 по грудень 1985. Головною відмінністю було встановлення нової цифрової радіостанції SEM80/90 (у цей же час подібні станції було встановлено на Leopard 1), а також були заварені люки подачі боєкомплекту. Навіть з такими мінімальними змінами партія отримала назву 2A3.

### Leopard 2A4

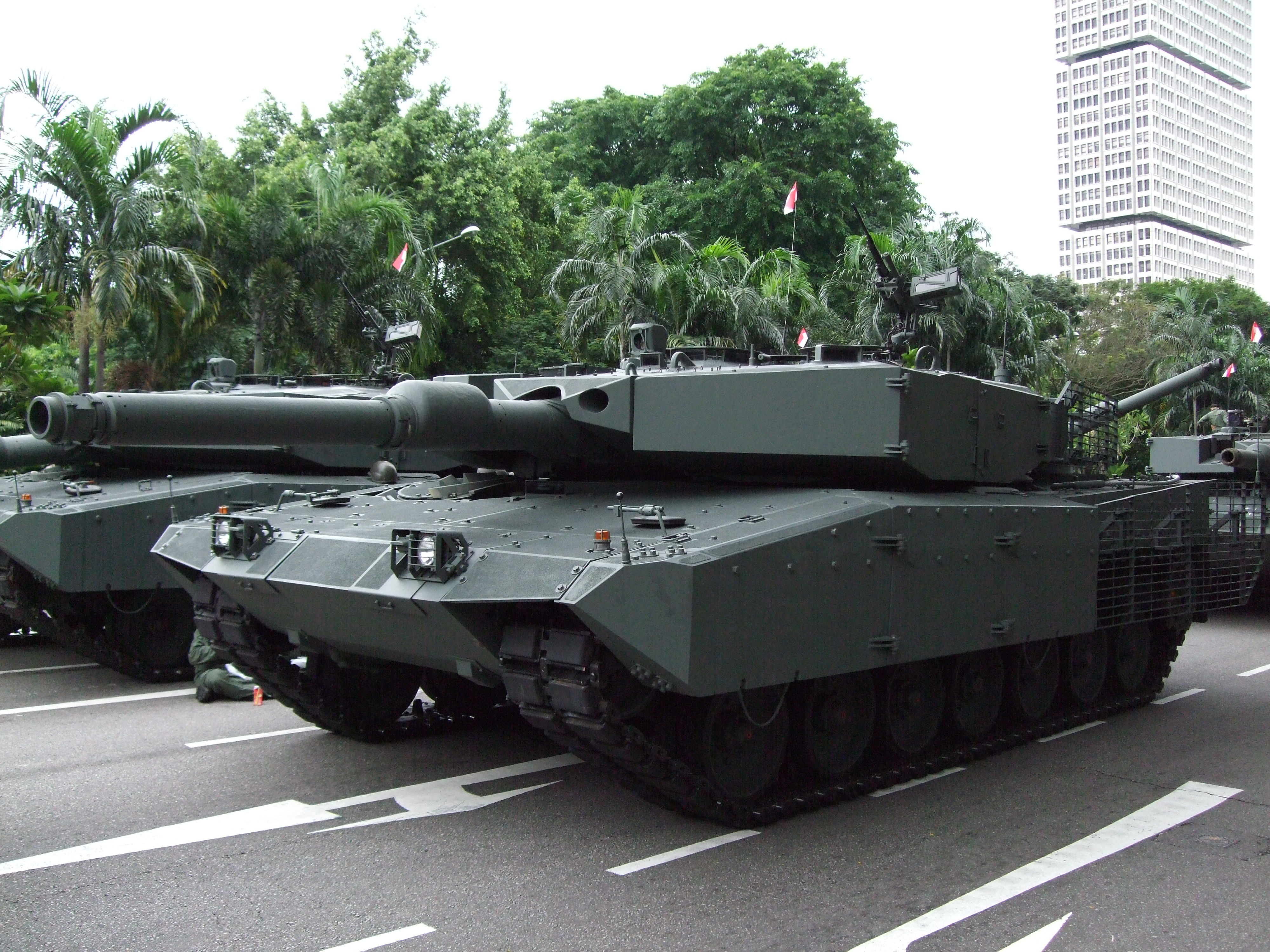
Сингапурський Leopard 2SG з покращеною композитною бронею AMAP і пластинчатою бронею IBD & ST Kinetics

Найпоширеніша версія сімейства Leopard 2. Моделі 2A4 зазнали істотніших змін, в тому числі автоматичну систему пожежогасіння, цілковито цифрову систему контролю вогнем для нових типів боєприпасів, а також покращену башту з пласкою титан/вольфрамовою бронею. Leopard 2 були випущені восьми партіями у період з 1985 по 1992. Усі старі моделі були оновлені до стандарту 2A4. До 1994 Німеччина мала 2125 машини моделі 2A4 (695 нових, решта була модернізовані наявні моделі), також Нідерланди отримали 445 танків. 2A4 були ліцензовані для виробництва у Швейцарії під назвою Panzer 87 «Leopard» або Pz 87. Ця версія мала швейцарські кулемет 7,5 мм Mg 87 і обладнання зв'язку, а також покращений захист від ЗМУ. Швейцарія має 380 танків Pz 87. Після 2000 року Німеччина і Нідерланди вирішили, що наявна у них велика кількість танків більше не потрібні після закінчення Холодної війни. Ці танки були продані іншим країнам-членам НАТО або союзним арміям у світі. Серед них Австрія, яка отримала 114 машин, Канада (107), Чилі (140), Данія (51), Фінляндія (139), Греція (183), Норвегія (52), Польща (128), Португалія (37), Сингапур (96), Іспанія (108), Швеція (160) І Туреччина (354). На десятому засіданні у форматі «Рамштайн» 15 березня 2023 рік 9 країн зобов'язались передати 150 танків Leopard 2 в Україну. Польща станом 9 березня 2023 рік надала 14 одиниць Leopard 2A4.

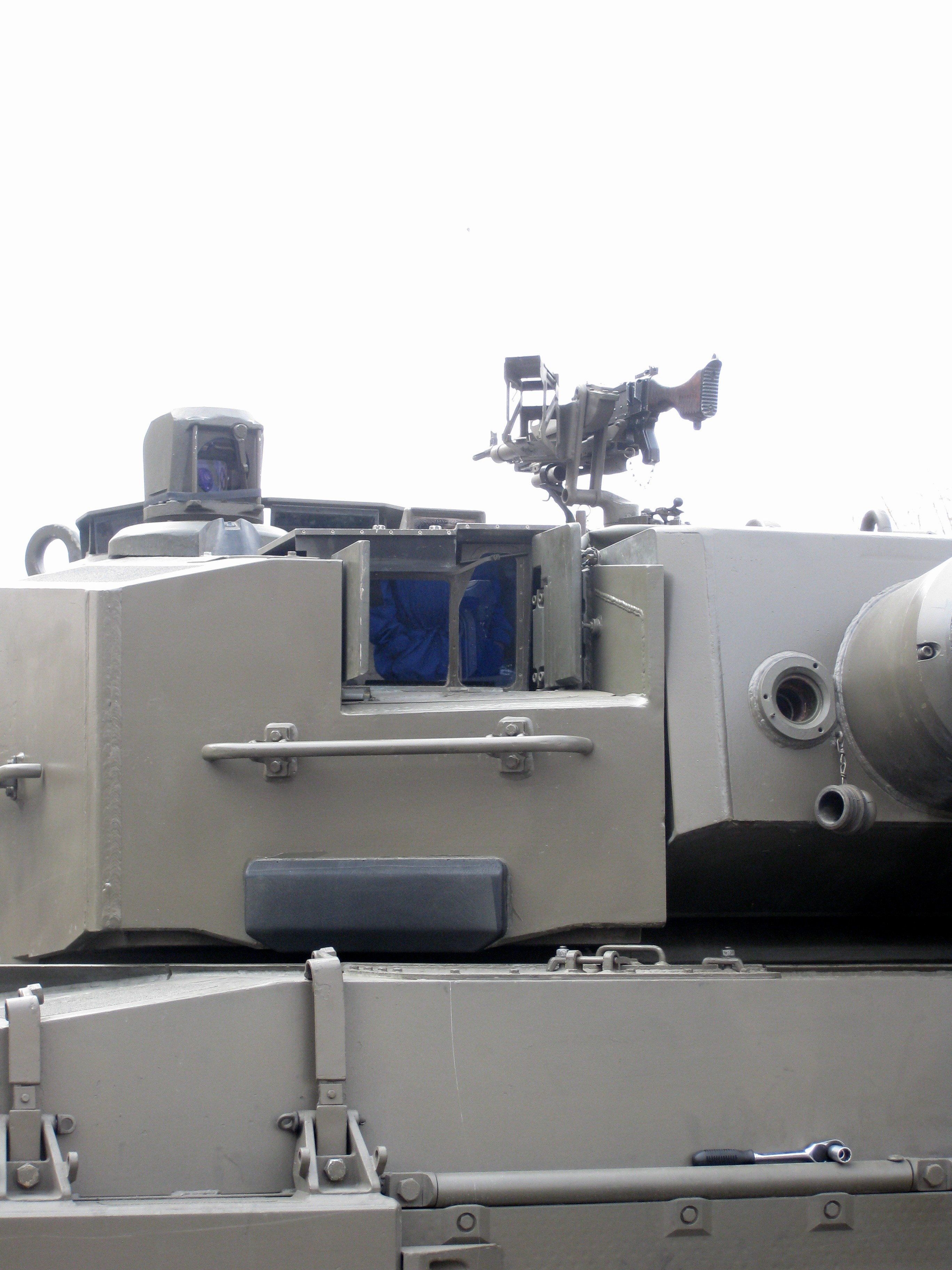
Приціли австрійського Leopard 2A4

#### Leopard 2A4CHL
Leopard 2A4CHL оновлена Чилійська версія танка Leopard 2A4 замовлена Чилі у 2007. Серед оновлень нова електроніка, прицільна і інформаційна системи зроблені для танка Leopard 2A4 для покращення його до рівня танка Leopard 2A6, нова система підвіски і оновлена гладкоствольна гармата L55 як на танку Leopard 2A6. Іншими оновленнями були дистанційні збройні станції над люками стрільця і командира з кулеметами MG3 та HK GMG. Leopard 2A4CHL також мав покращену броню даху і бортів башти і може підключатися до чилійської бойової мережі контролю.

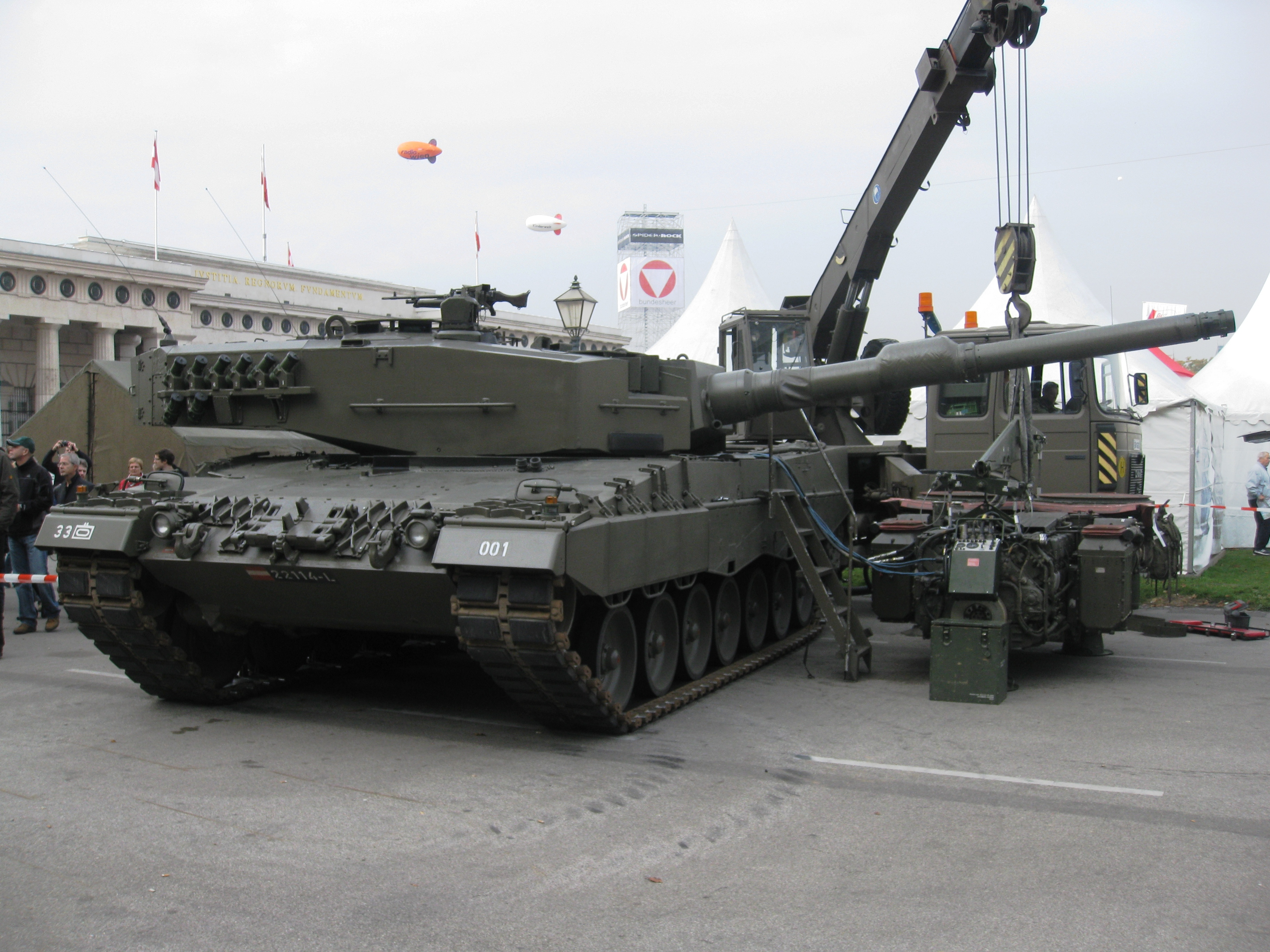
Leopard 2A4 австрійської армії зі знятим двигуном

#### Leopard 2A4M CAN
Leopard 2A4M CAN є оновленою канадською версією танка Leopard 2A4 яку закупили при продажі надлишків Королівської армії Нідерландів. Leopard 2A4M CAN спеціально розроблений для війни у Афганістані, створений з використанням досвіду експлуатації Leopard 2. Перші 20 були доставлені у жовтні 2010; з яких лише п'ять були відправлені до Афганістану наприкінці 2010 і використовувалися до липня 2011, до завершення бойових операцій. Спочатку планувалося оснастити 2A6M CAN новою гарматою L55, але під час використання танка у Афганістані гармата з довгим стволом була визнана не дуже ефективною, тому було вирішено залишити гармату L44. До того ж було встановлено лише кілька захисних решіток порівняно з повністю закритим решітками 2A6M CAN. Захист Leopard 2A4M CAN може бути збільшений за рахунок додаткового бронювання як на останній версії Leopard 2A7+, але модифікований для встановлення башти як на 2A4. З колишніх нідерландських Леопардів, Канада оновить 13 танків до тренувальних (9 A4, 2 A4M та 2 A6M) і 18 до броньованих інженерних машин.
Канада також замовила у Німеччині 15 2A4 як Logistic Stock Vehicles (для запчастин) і у лютому 2011 купили у Швейцарії 12 2A4/Pz 87 для переробки на «машини підтримки» (як броньовані ремонтні машини).

#### Leopard 2NG
Leopard 2NG (Next Generation) є приватним турецьким оновленням Aselsan яке включає в себе використання модульної композитної броні, оновлену оптику, повністю перероблену механіку башти і нову систему керування вогнем яка розроблялася з 1995 і була закінчена у 2011, яка розроблялася для використання на новому Altay MBT. Він був розроблений без замовлення з боку турецької армії, але задовольняв потребам модернізації турецьких Leopard 2A4. Було залишено стару силову установку і гармату L/44, але бойова вага була збільшена до 65 тонн. Згідно з повідомленнями у турецькій пресі, Фінляндія була зацікавлена у придбанні турецьких наборів оновлення для модернізації свої танків Leopard 2A4. Проте, у 2015 Фінляндія замовила 120 2A6 у Фінляндії.
Корпус Leopard 2 також використовували для основного бойового танка Vickers Mk 7, який оснащений британською баштою, деякі інновації було використано у конструкції танка Challenger 2.

#### Leopard 2PL
Танки Leopard 2PL мають одразу декілька вдосконалень базової моделі Leopard 2A4: модульне бронювання башти, установка новітніх тепловізорів KLW-1 Asteria для командира та навідника, установка електричної системи повороту башти замість гідравлічної, адаптація гармати та системи управління вогнем під використання новітніх снарядів типу DM63A1 (протитанковий) та DM11 (програмований уламково-фугасний).

#### Pz 87WE
Pz 87WE (WertErhaltung) це запланована швейцарська модифікація і оновлений Pz 87. Модифікація покращує захист від мін завдяки набору захисту для Leopard 2A6M, встановлюється товща фронтальна броня і броня башти з швейцарським набором броні з титанового сплаву. Покращено броньовий захист башти і перероблені димові гранатомети. Інші покращення були спрямовані на покращення живучості та боєздатності, такі як електричний привід башти як і на танку Leopard 2A5, задня камера водія, незалежна збройна станція для заряджаючого і покращена система контролю і командування. Також було покращено систему керування вогнем, яка складалася з оптики Карл Цейс GmbH PERI-R17A2. Дистанційна збройна станція складається з повністю стабілізованого кулемета Mg 64 0.50 in (12.7 mm) встановленого на танк. Pz 87-140 експериментальний варіант швейцарського танка Pz 87 з 140 мм гарматою і експериментальною бронею, яку потім використовували на нових варіантах.

#### Panther KF51
З 2016 року на базі Leopard 2A4 почато розробку танка нового покоління з назвою Panther KF51

### Leopard 2A5
«Leopard 2 Improved» був прототипом серії яка призначалася для покращення A4, мала клиноподібну башту з додатковим бронювання спереду і з боків. Ці броньові модулі призначені для відхилення і руйнування бронебійних снарядів; вони не утворюють уловлювача снарядів, тому що вони не відхиляють снаряди вгору. Для встановлення броні було перероблено маску гармати.

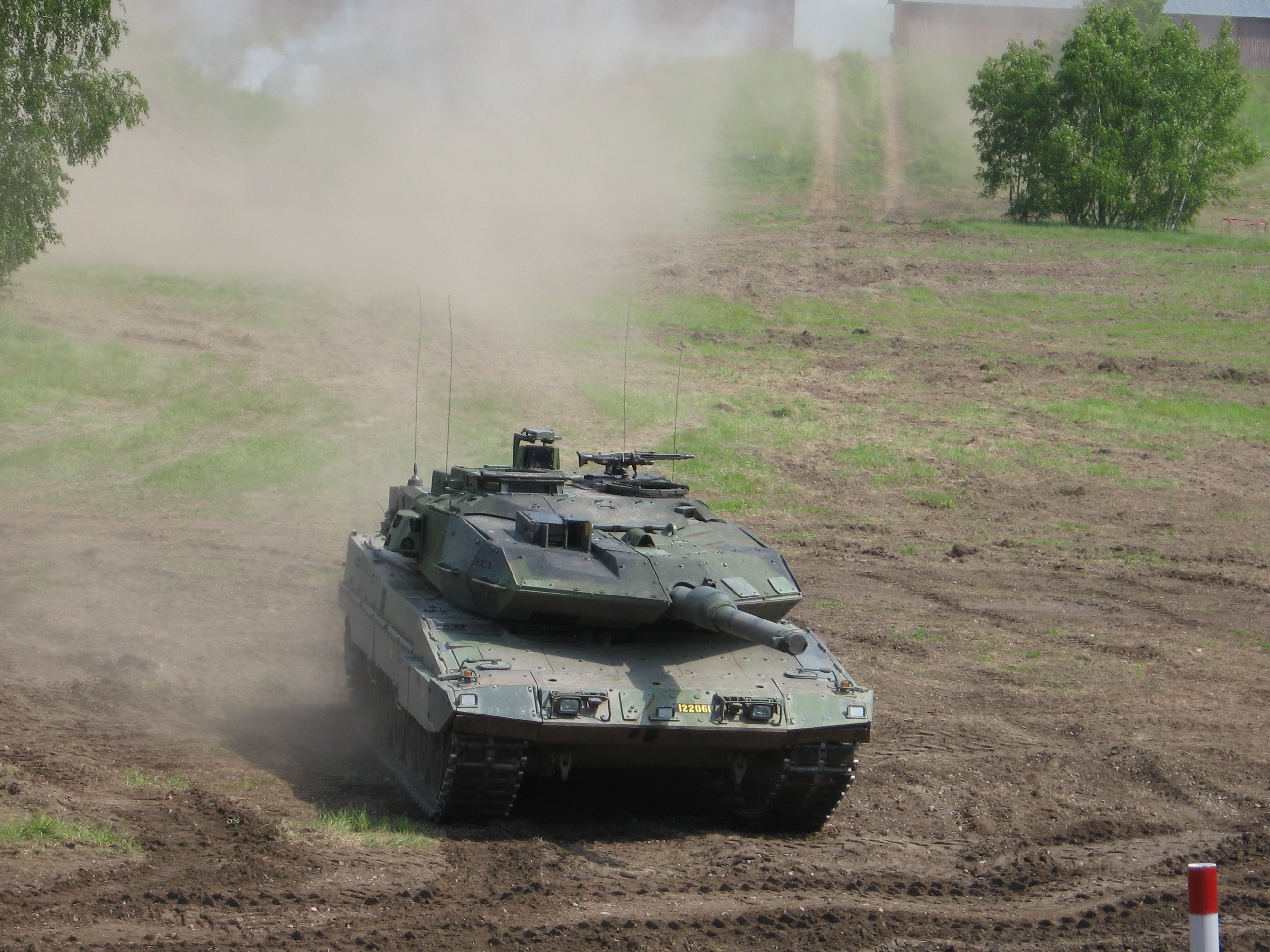
(Strv 122) шведської армії

Leopard 2 Imp був пізніше перероблений на A5. Також було внесено деякі покращення у основну броню. Внутрішні приміщення отримали підбій для зменшення утворення осколків при пробиванні броні. Фронтальні «важкі» екрани було замінено на більш сильні. Приціл командира було переміщено на нове місце за люк і отримав незалежний термальний канал. Приціл стрільця було переміщено назад на відміну від виїмки у передній частині башти як у попередніх моделях. Було встановлено більш важкий люк механіка-водія який зсувається в бік. Керування баштою стало електричним, що підвищило надійність і безпеку екіпажу, а також зменшено вагу. Було покращено гальмівну систему гармати для встановлення нової гармати L55 і більш потужних снарядів, таких як БОПС DM-53. A5 було прийнято на службу у Німеччині у середині 1998
Leopard 2(S) є шведським варіантом Leopard 2 Imp, який отримав місцеву назву Stridsvagn 122. Він базується на прототипі «Leopard 2 Improved» і оснащений збільшеним бронюванням верхньої частини башти та покращеними системами командування, керування і управління вогнем. Від танка Leopard 2A5 відрізняється наявністю французьких димових гранатометів GALIX, іншою боєукладкою і більш товстими люками екіпажу. Strv 122B, варіант оснащений модульною композитною бронею від IBD Deisenroth, яка збільшила захист на 360° проти РПГ, кумулятивних снарядів і вибухових пристроїв. Ширина стала 4 метри, у той час як вага зросла лише на 350 кілограмів (770 фунт).
Leopard 2A5 DK це варіант Leopard 2A5 який схожий на Leopard 2A6 з незначними модифікаціями, який використовує Данська королівська армія.
Leopard 2A5 P — польський варіант Leopard 2A5. Вперше продемонстрований на виставці MSPO-19. Панорамний перископічний приціл командира PERI R-17A2 від Carl Zeiss і тепловізійний прицільний комплекс навідника EMES-15А2 від STN Atlas Electronik GmbH оснащені телевізійними камерами Asteria KLW-1 від польської фірми РСО SA. Німецька радіостанція замінена польською RKP 8100 від Ośrodek Badawczo-Rozwojowy Centrum Techniki Morskiej S.A., що в поєднанні з новим ТПУ дозволяє здійснювати обмін голосовими та текстовими повідомленнями, а також зображеннями. Німецький танковий кулемет MG3A1 замінений польським UKM-2000C (фактично, варіант ПК під патрон 7,62х51) від Zakład Mechaniczny Tarnyw S.A.

#### Leopard 2-140
З початку 1990-х, Rheinmetall почав розробку гладкоствольної 140 мм гармати для майбутнього танка. Це було зроблено проти нових розробок які відбувалися у радянському блоці, особливо через чутки про основний бойовий радянський танк озброєний гарматою калібру 135 або 152 мм. Ця програма розглядалася як третій етап у програмі KWS по модернізації танків Leopard 2. KWS I був заміною гармати L44 120 мм на гармату з довжиною ствола 55-калібрів, KWS II був модернізацією результатом якої став Leopard 2A5, а KWS III став розробкою нової башти з гладкоствольною 140 мм системою і автоматичним механізмом заряджання, що допомогло скоротити екіпаж до 3 осіб. Остаточний дизайн-проект містив бічний механізм заряджання і мав зміщену у ліву сторону башти гармату. Боєкомплект складався з 32 снарядів, які зберігалися у великій боєукладці, яка розміщувалася у кормовій частині башти. Переміщення боєукладки з бойового відділення збільшило живучість екіпажу у разі влучання. Запланований рівень захисту дорівнював захисту танка Leopard 2A5 або краще. Командування і контроль за танком передбачалося покращити за допомогою останньої версії системи ISIS. Програма KWS III не була прийнята, але розробка гарматної системи 140 мм було продовжено, при співпраці Rheinmetall разом з Royal Ordnance з Великої Британії та GIAT з Франції. Для тестування властивостей зброї, 140 мм гармата була змонтована на Leopard 2. Танк було оснащено новою бронею башти за програмою покращення KWS III, без автоматичної системи заряджання і з електро-гідравлічним приводом башти. У кормовій частині башти було додано вагу для врівноваження ваги нової гармати. Тестування були частково успішними, гармата показала добре бронепробиття, але також виявила деякі проблеми з управлінням.

#### Leopard 2A5 PSO

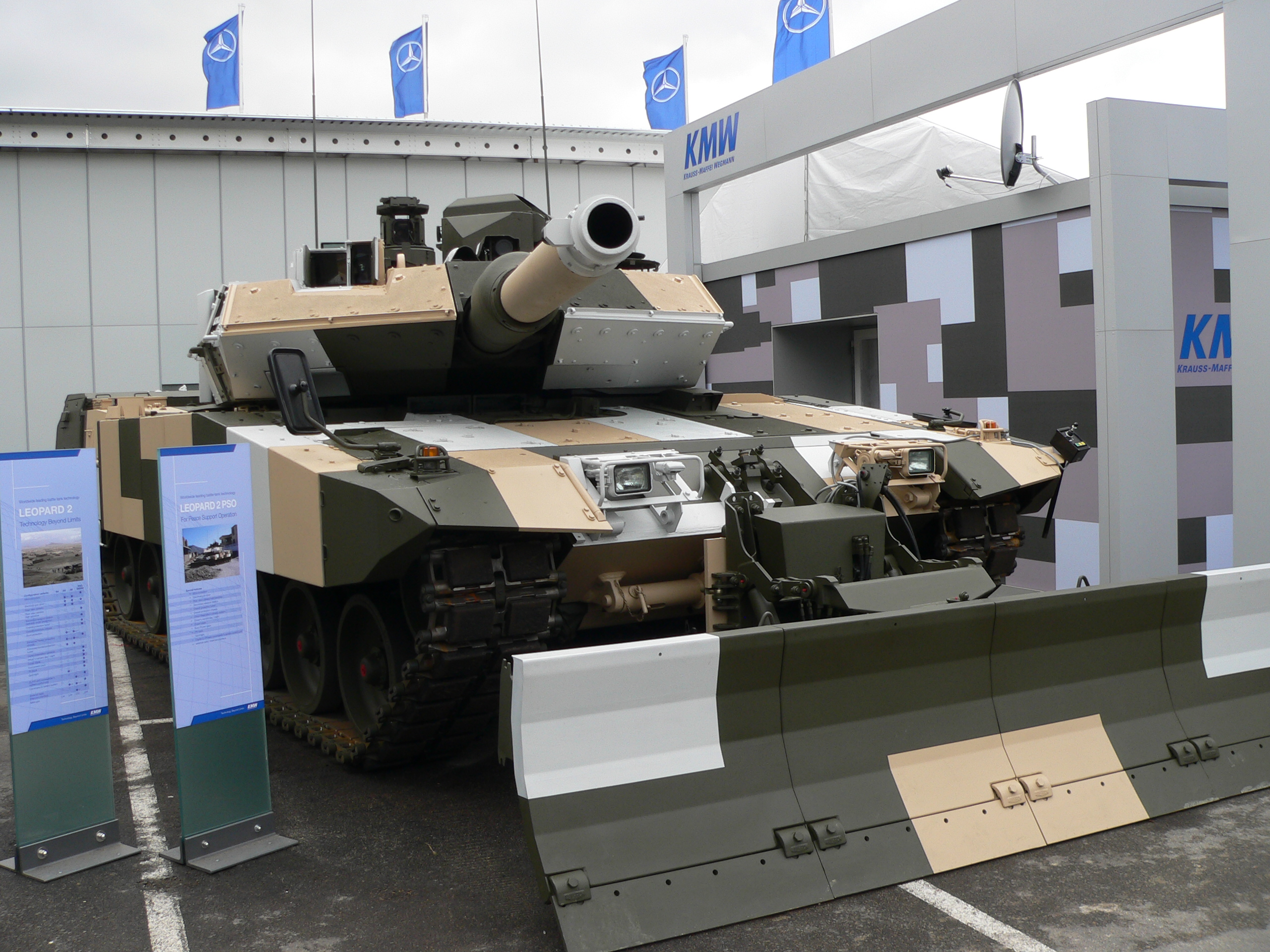
Leopard 2PSO на Eurosatory 2006

Leopard 2A5 PSO (Peace Support Operations) був вперше представлений на виставці Eurosatory у 2006 році, як власна (поза чиїмось замовленням) розробка Krauss-Maffei Wegmann.
У 2009 році німецька армія оприлюднила відео з його тестуванням
Розроблений спеціально для ведення боїв в умовах міста, які виникають під час операцій по підтримці миру. Крім того, Leopard 2 PSO оснащений більш ефективним круговим захистом, станцією з додатковим озброєнням, покращеними можливостями розвідки, бульдозерним ковшом, коротшим стволом (для маневрування на міських вулицях), не летальним озброєнням, можливістю спостереження на близькій відстані (через систему камер), прожектором і подальші зміни, для поліпшення стійкості і мобільності у забудованій місцевості. Ці можливості не дуже відрізняються від Tank Urban Survival Kit американських M1A2 Abrams.[джерело?]

### Leopard 2A6

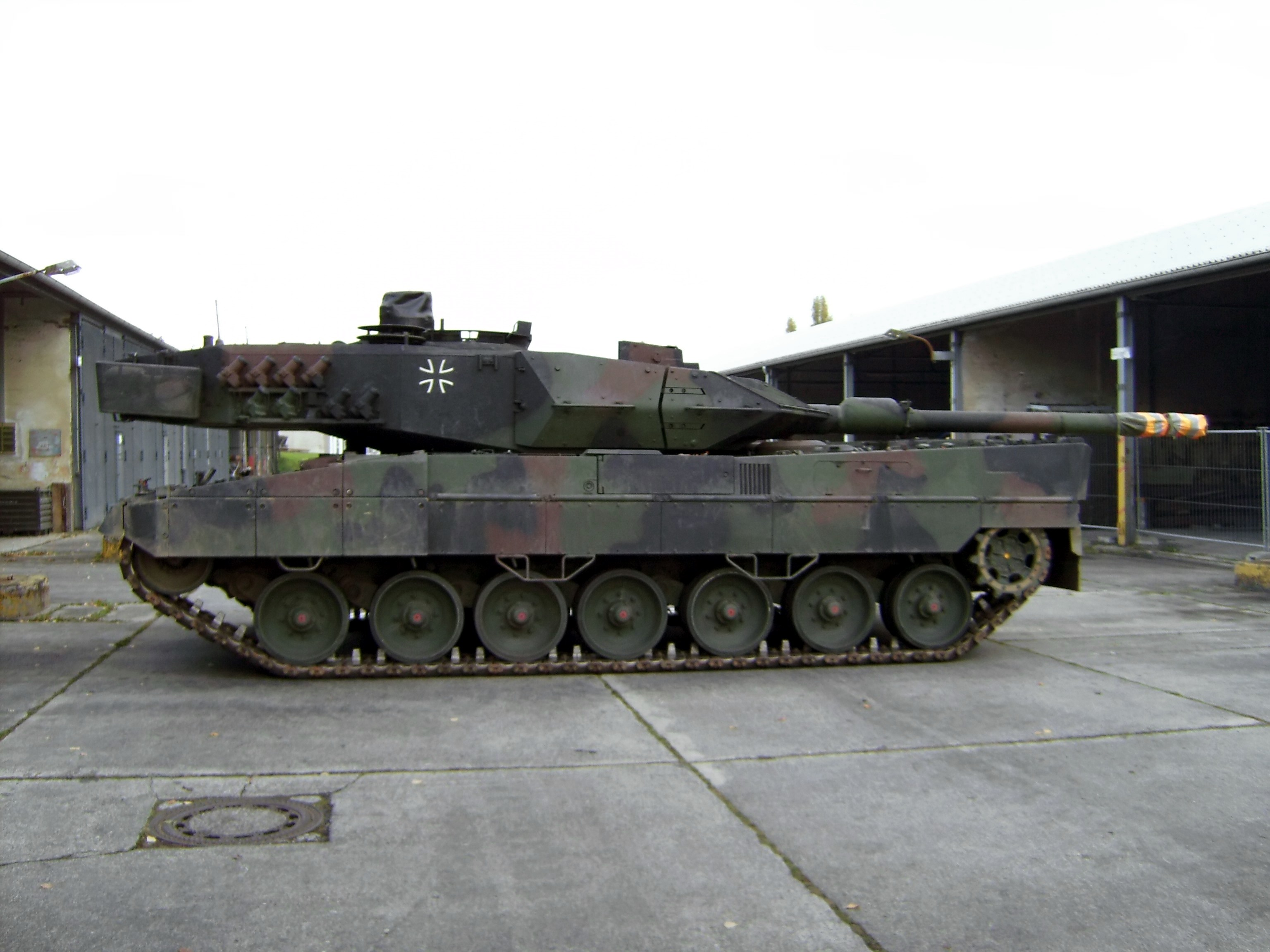
Німецький Leopard 2A6M з баштою розгорнутою по-походному

Leopard 2A6 має нову 120 мм гладкоствольну гармату Rheinmetall L55 та інші зміни. Усі німецькі танкові батальйони так званих «сил кризового втручання» оснащені танками A6. Канада замовила 20 Leopard 2A6 у Нідерландах. Вони були доставлені у 2007. Португалія також замовила 37 Leopard 2A6 у Данії у 2007, з доставкою у 2008. У січні 2014, Фінляндія замовила 100 L2A6, а також боєприпаси, симулятори та запчастини на десять років у Нідерландах. Танки буде доставлено партіями у період 2015—2019.

#### Leopard 2A6M

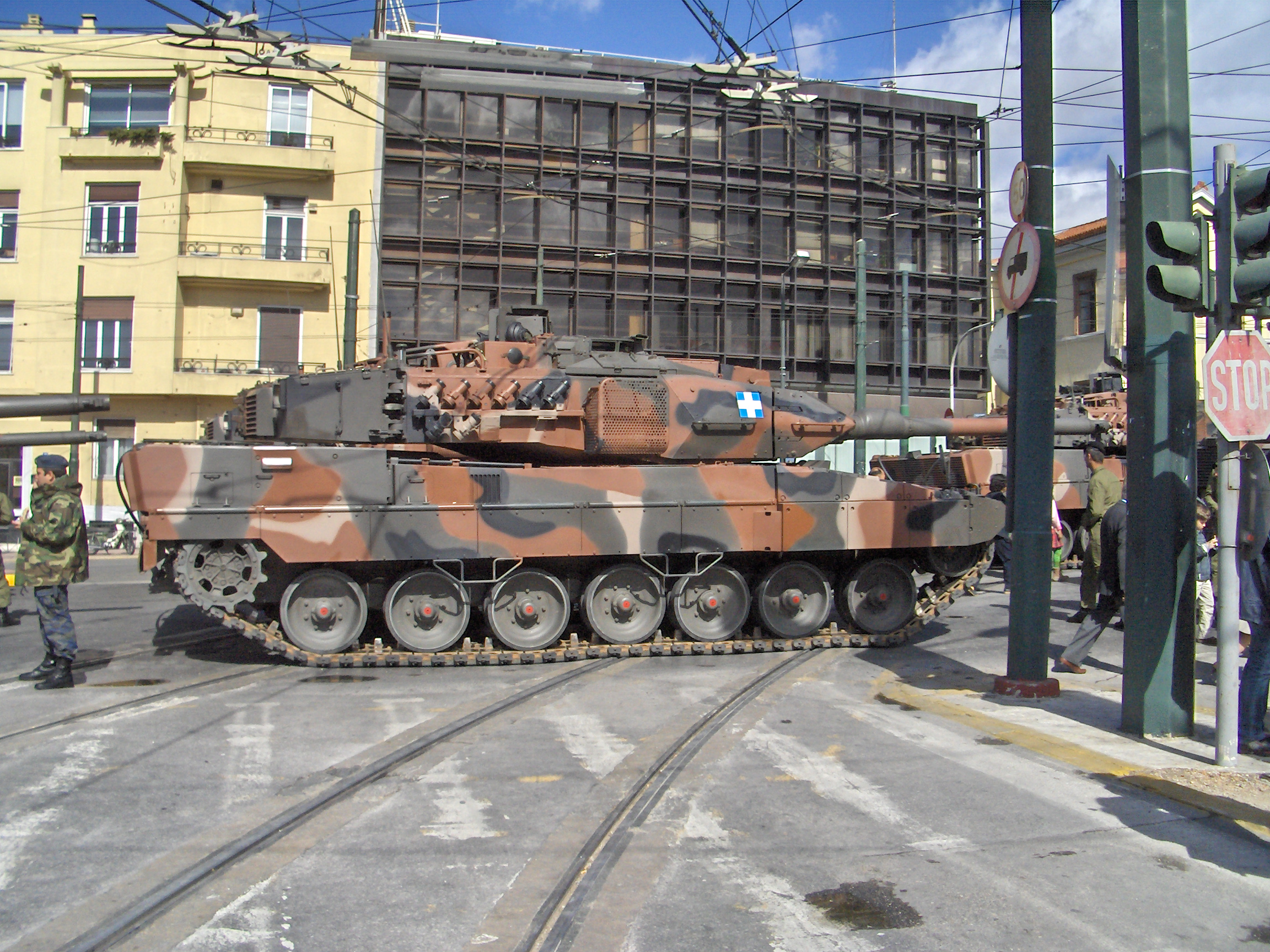
Танк Leopard 2A6HEL грецької армії на вулицях Афін

Leopard 2A6M є версією 2A6 з покращеним мінним захистом під шасі і внутрішніми удосконаленнями для підвищення живучості екіпажу. Канада запозичила 20 A6M у Німеччині для розгортання в Афганістані влітку 2007. Leopard 2 Hel є похідним від 2A6 який замовила грецька армія у 2003 — «Hel» є похідним від «Hellenic». 170 танків було доставлено у період з 2006 по 2009. 140 танків з загальної кількості були побудовані у Греції компанією ELBO, яка предоставила першу партію у 2006.

##### Leopard 2A6M CAN
Leopard 2A6M CAN іє канадським варіантом Leopard 2A6M. Істотні зміни включають в себе чорні ящики, встановлені на задній кормовій частині башти і екранована броня. Перші 20 танків цього варіанту було передано Бундесвером канадським військам які діяли у Афганістані. Ці танки зберегли німецькі кулемети MG3, на колишніх нідерландських також залишаться кулемети FN MAG. Згідно з умовами оренди перші 20 танків, танки не мають кондиціонерів, тому що можна внести мінімальні зміни (екіпаж мав охолоджуючі жилети, а електронний привід башти виділяє менше тепла ніж гідравлічний на Leopard C2). Орендовані німецькі танки залишаться у канадських військових і можуть бути оновлені, у той час як колишні нідерландські Leopard 2A6 були модифіковані до рівня німецьких Leopard 2A6M. Канадські Leopard 2 у Афганістані пізніше отримали кондиціонери і камуфляжні мати Saab Barracuda, які також служать для зменшення сонячного навантаження на 50 відсотків..

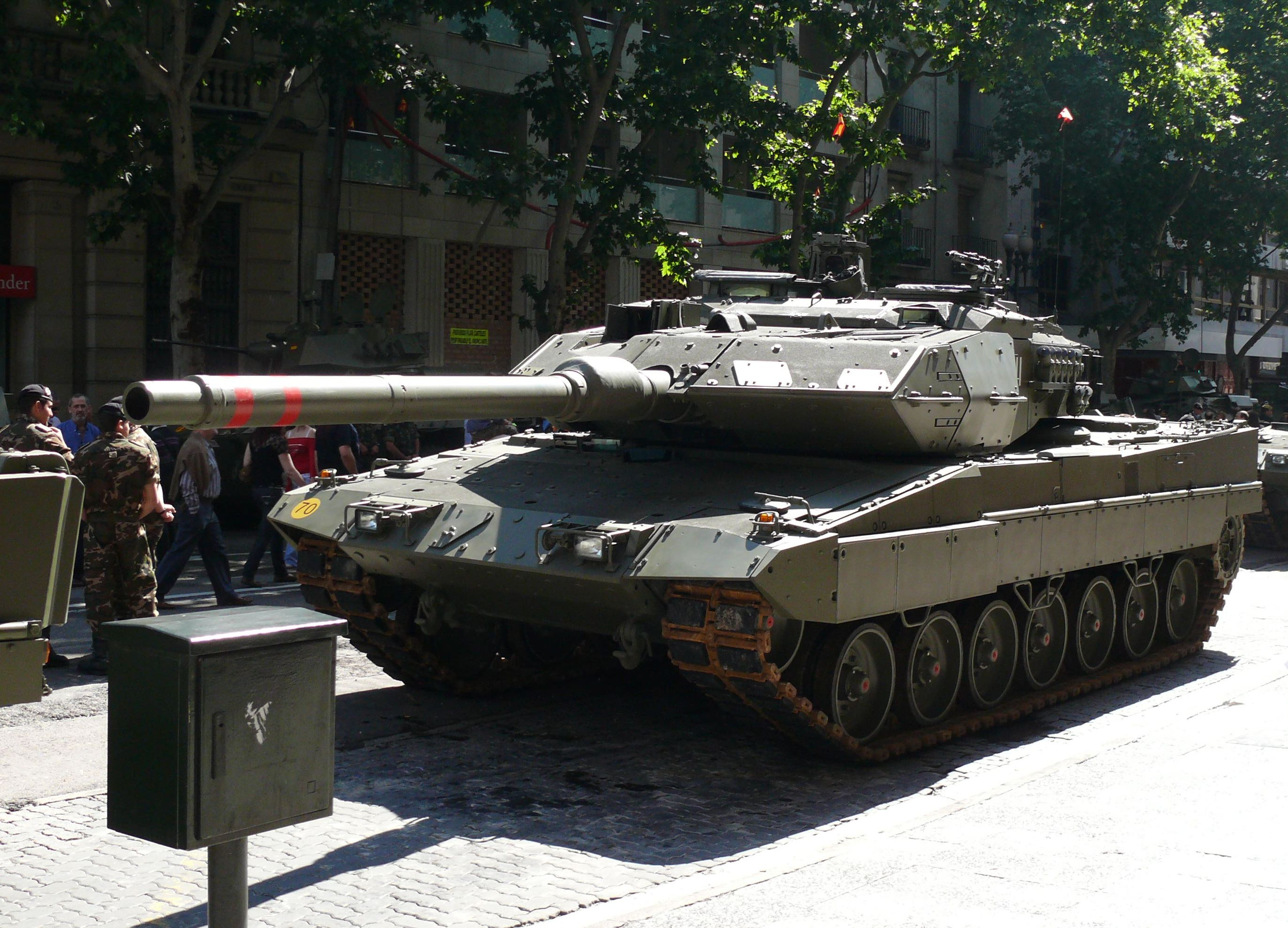
Leopard 2E

#### Leopard 2E
Leopard 2E є похідним від 2A6, з покращеним броньовим захистом, розроблений за програмою співпраці між Іспанією та Німеччиною. Програма була розроблена у 1995 в рамках співпраці у міністерств оборони обох країн, де зазначено пункт про передачу протягом п'яти років 108 Leopard 2A4 з Німеччини до Іспанії. Проте, ця передача була продовжена до 2016 і після цього танки будуть продані Іспанській армії, як про це було заявлено 24 січня 2006, буде заплачено 15,124,014 євро за десять щорічних виплат, передаючи у іспанське співволодіння танки з 2006. У 1998 іспанський уряд підписав договір на 219 танків серії Leopard 2E, 16 танків відновлення Leopard 2ER (Bufalo) та 4 тренувальні машини. Вони обрали як основного підрядника Santa Bárbara Sistemas. Програма з бюджетом у 1,939.4 млн євро, також включає логістичну підтримку, тренувальні курси для екіпажів і підготовка інженерів і водіїв, башти, технічне обслуговування, прицілювання і стрільба симуляторами. Перша партія була доставлена 2004 і наступна у 2008.

### Leopard 2A7
Leopard 2A7 принципово відрізняється від KMW варіанта 2A7+ і не призначений для бою у міському середовищі. Для переробки призначено 20 машин. Сюди включаються нідерландські моделі A6NL які повернула Канада Німеччині. Оновлення A6M було розширено у співпраці з Канадою і включає в себе кондиціонер, додаткову силову установку Steyr M12 TCA (з турбонаддувом), систему камуфляжу Barracuda з системою передачі тепла, польові випробування довели ефективність системи управління та інформаційної системи (IFIS; Integriertes Führungs- und Informationssystem), оптимізованої бортової мережі з суперконденсаторами у шасі і башті, цифрової системи зв'язку SOTAS IP, оновленої системи пожежогасіння у бойовому відділенні і оновленим термальним модулем Attica у командирській оптиці. Збройна система адаптована для стрільби фугасними снарядами. Він також має можливість встановлення додаткової пасивної броні. Перший Leopard 2A7 був переданий німецькій армії у Мюнхені 10 грудня 2014. Для 203 танкового батальйону призначалися 14 танків, ще 4 було направлено до Тренувального центру Бронетанкового корпусу і один танк було передано армійській технічній школі Land Systems та школі Технологій. Останній танк залишається як еталонний танк у KMW.

#### Leopard 2A7+

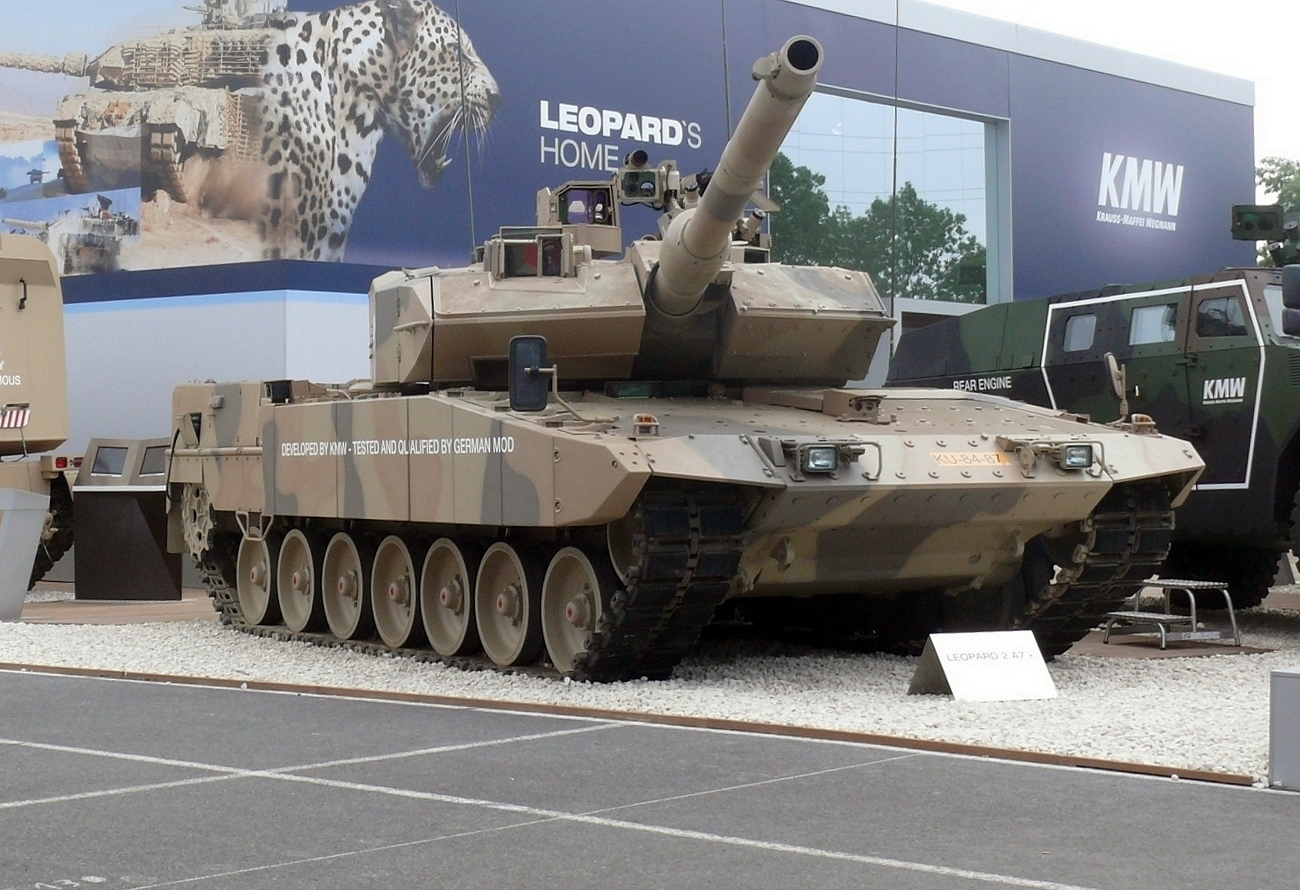
Leopard 2A7+ на виставці Eurosatory

Leopard 2A7+ вперше було показано публіці під час виставки Eurosatory 2010, з табличкою «Розроблено KMW — тестовано і кваліфіковано німецьким МО». Leopard 2A7+ було протестовано Бундесвером під назвою UrbOp (urban operations — міські операції).
Leopard 2A7+ розроблений для використання в умовах конфліктів низької та високої інтенсивності. Танковий захист було збільшено завдяки модульній броні; фронтальний захист було покращено за допомогою подвійного набору для башти та корпусу, у той час як круговий захист від РПГ і мін для збільшення живучості під час операцій у місті. Він може стріляти програмованими фугасними снарядами, а баштовий кулемет MG3 було замінено на стабілізовану дистанційну збройну станцію FLW 200. Також були покращені мобільність, стійкість і ситуаційна обізнаність.

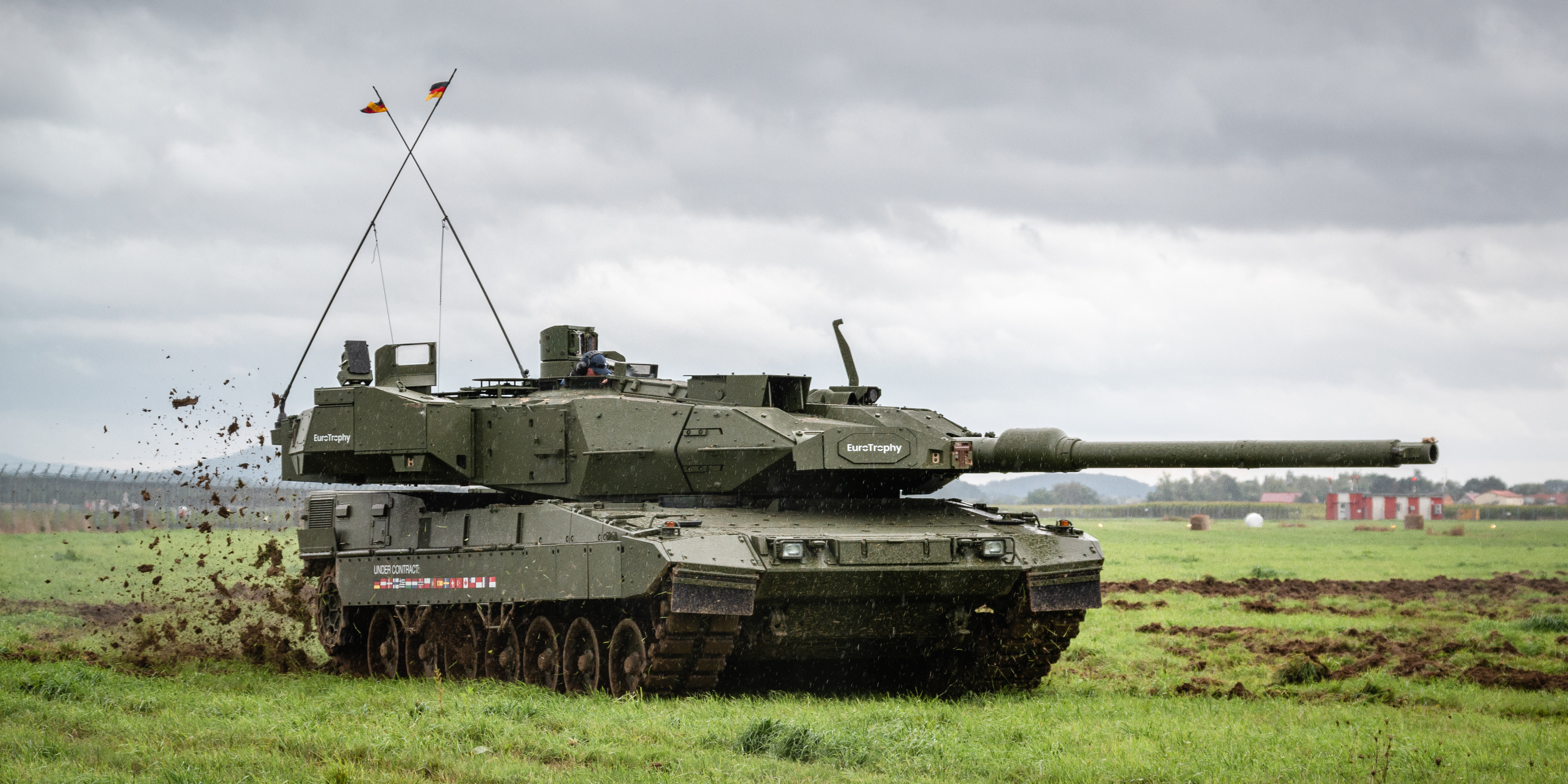
Прототип 2A7 з КАЗ Trophy

#### EMBT
англ. Enhanced (або European) Main Battle Tank («покращений (або європейський) основний бойовий танк») — прототип танку наступного покоління, що розробляється як заміна для Leopard 2 та Leclerc. Танк має корпус та шасі від Leopard 2A7. Демонстратор технологій показаний в червні 2022 року.

### Leopard 2A8
На заміну 18 танків Leopard 2A6, переданих Збройним силам України, Міноборони Німеччини планує закупити партію щонайменше 18 танків Leopard 2A8 (з опціоном на кілька сотень). Ці плани ще має схвалити парламент Німеччини, оскільки вартість контракту перевищує 25 мільйонів євро.
Leopard 2A8 базуватиметься на поточній серійній моделі Leopard 2A7HU, але матиме додаткові вдосконалення; серед них інтеграція Trophy APS і система всебічної обізнаності з можливістю об'єднання даних з датчиків.
Leopard 2A8 повинен мати покращений броньовий захист з використанням рознесеної багатошарової композитної броні третього покоління по всій конструкції. Заявлено, що ця інноваційна броня включає високотверду броньову сталь, вольфрам, пластиковий наповнювач і керамічні компоненти. Посилено також протимінний захист корпусу та захист даху корпусу та особливо башти, від касетних боєприпасів.
Танк Leopard 2A8 повинен мати «істотно модернізовану оптоелектроніку та вітроніку», зокрема, об'єднання відео- та інфрачервоних каналів, доступних для всього екіпажу, модернізовану систему управління вогнем, введення системи кругового огляду та покращені засоби зв'язку та мережеві можливості. Танк буде оснащений модифікованим двигуном, потужність якого збільшена з 1500 до 1600 к.с. На танку також буде встановлена допоміжна силова установка збільшеної потужності 20 кВт (замість 17 кВт на Leopard 2A7V).
Модифікація Leopard 2A8 розглядається міністерством оборони Німеччини лише як перехідна до розробляємого KMW, більш істотно модернізованого варіанту танка під умовним позначенням Leopard 2AX, який має бути представлений протягом двох-трьох років.
Норвегія також планує отримати 2A8 NOR — модифікацію з незначними змінами, що включають встановлення системи ситуаційної обізнаності ICS/CORTEX. В планах є отримання 54 машин упродовж 2026—2031 років.

### Альтернативне устаткування
Майже всі альтернативи бойовому танку базуються на версії A4.

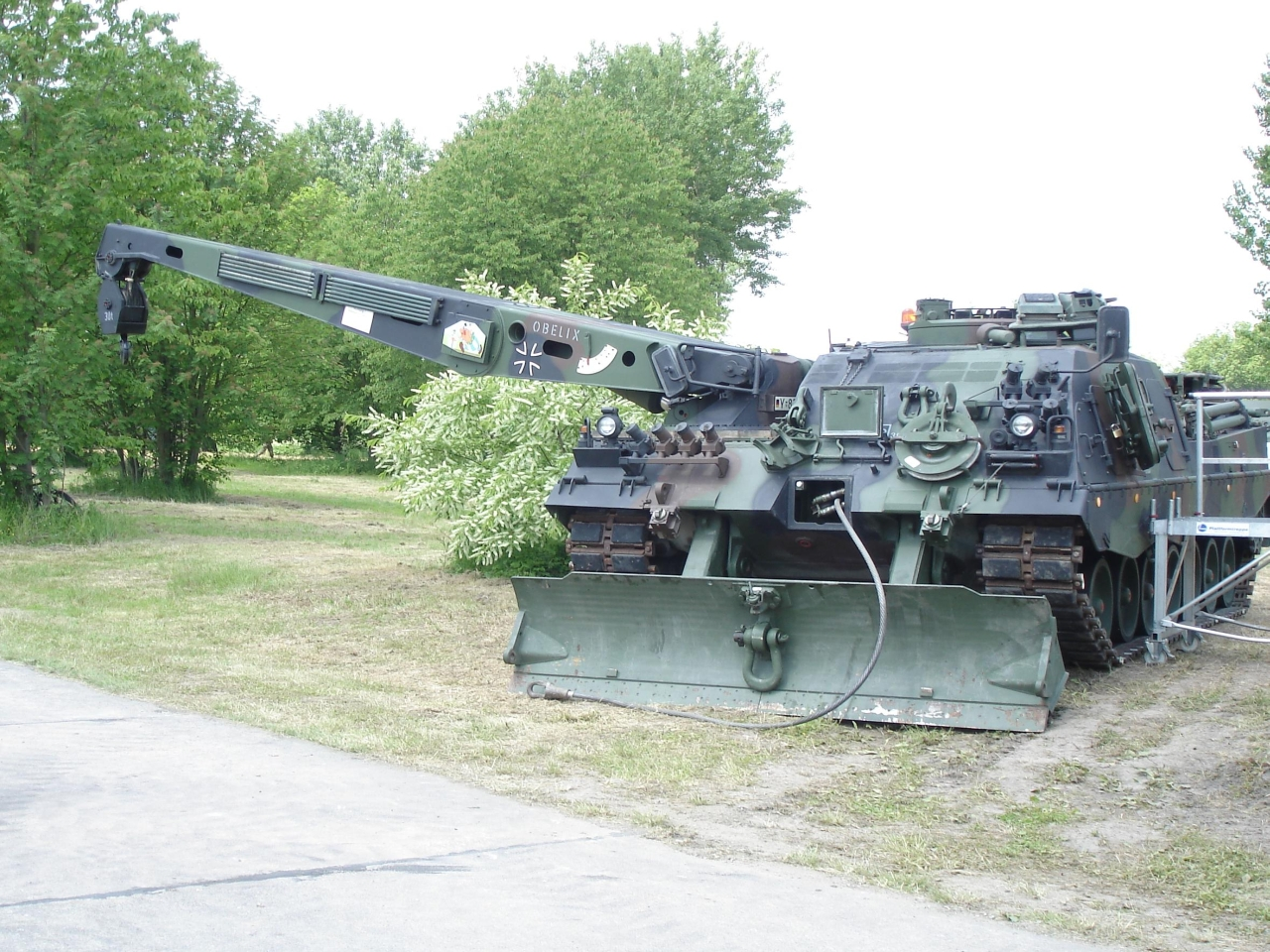
BPz3 «Büffel», німецької армії

#### Bergepanzer 3
Броньована ремонтно-евакуаційна машина Bergepanzer BPz3 Büffel (Gr. Buffalo, BPz3) має бульдозер та кран з вбудованою лебідкою, що дозволяє діставатися до пошкоджених машин, навіть по пересічній місцевості і безпечно їх доставляти.
Оснащена кулеметом для самозахисту, димовим гранатометом та захистом від ЗМУ.
Як і танк, має дизельний двигун потужністю 1,479 к.с.
Стоїть на озброєнні Німеччини (де отримала назву Büffel або Bergepanzer 3 для Salvage Tank 3), Нідерланди (які співпрацювали при розробці Buffel), Австрії, Канади, Греції, Сінгапуру, Іспанії (де він має назву Leopard 2ER Buffalo), Швеції (у модифікованій формі Bgbv 120) та Швейцарії (BPz3).

#### Leopard 2R
Машина для розмінування розроблена компанією Patria для фінської армії, створена на основі Leopard 2A4. Було перероблено десять машин. Машини оснащені мінними плугами або бульдозерними ковшами і автоматизованою системою маркування.

#### Leopard 2L
Броньована мостоукладальна машина розроблена компаніями KMW та Patria для фінської армії. Десять фінських танків 2A4 були перероблені для перевезення мосту LEGUAN.

#### SPAAG

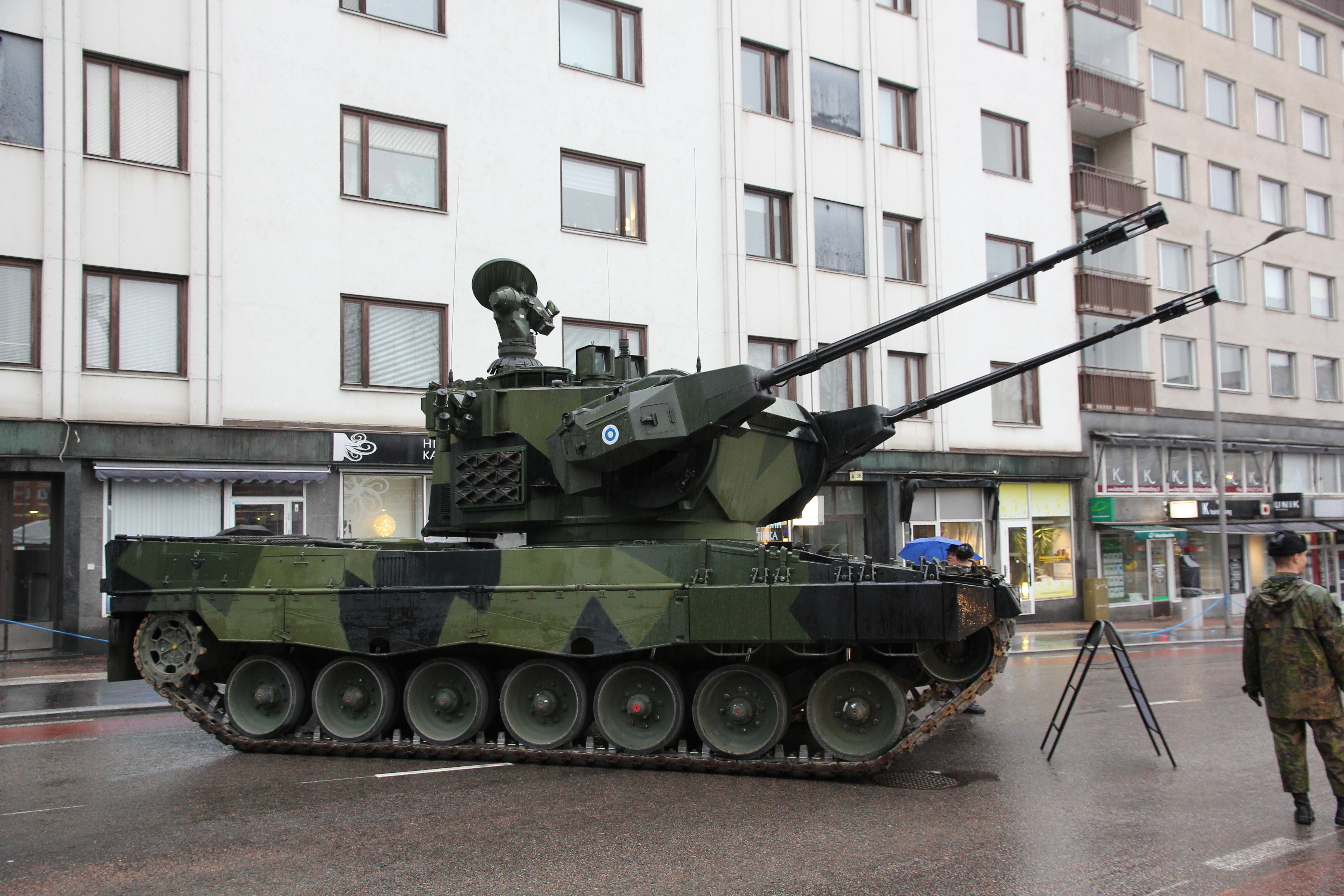
Leopard 2 Marksman, фінська армія

Фінляндія також модернізувала свої ЗСУ Marksman і замінила їх шасі на шасі Leopard 2A4.

#### Panzerschnellbrücke 2
Ця машина, створена MAN Mobile Bridges GmbH, є броньованим мостоукладальником розробленим на шасі танка Leopard 2. Він розроблений для перевезення мобільного моста, який він може «запускати» через річку. Після встановлення, міст розрахований щоб витримати будь-яку техніку, навіть танки Leopard. Коли переправа завершена, мостоукладальник просто підхоплює міст і складає його.

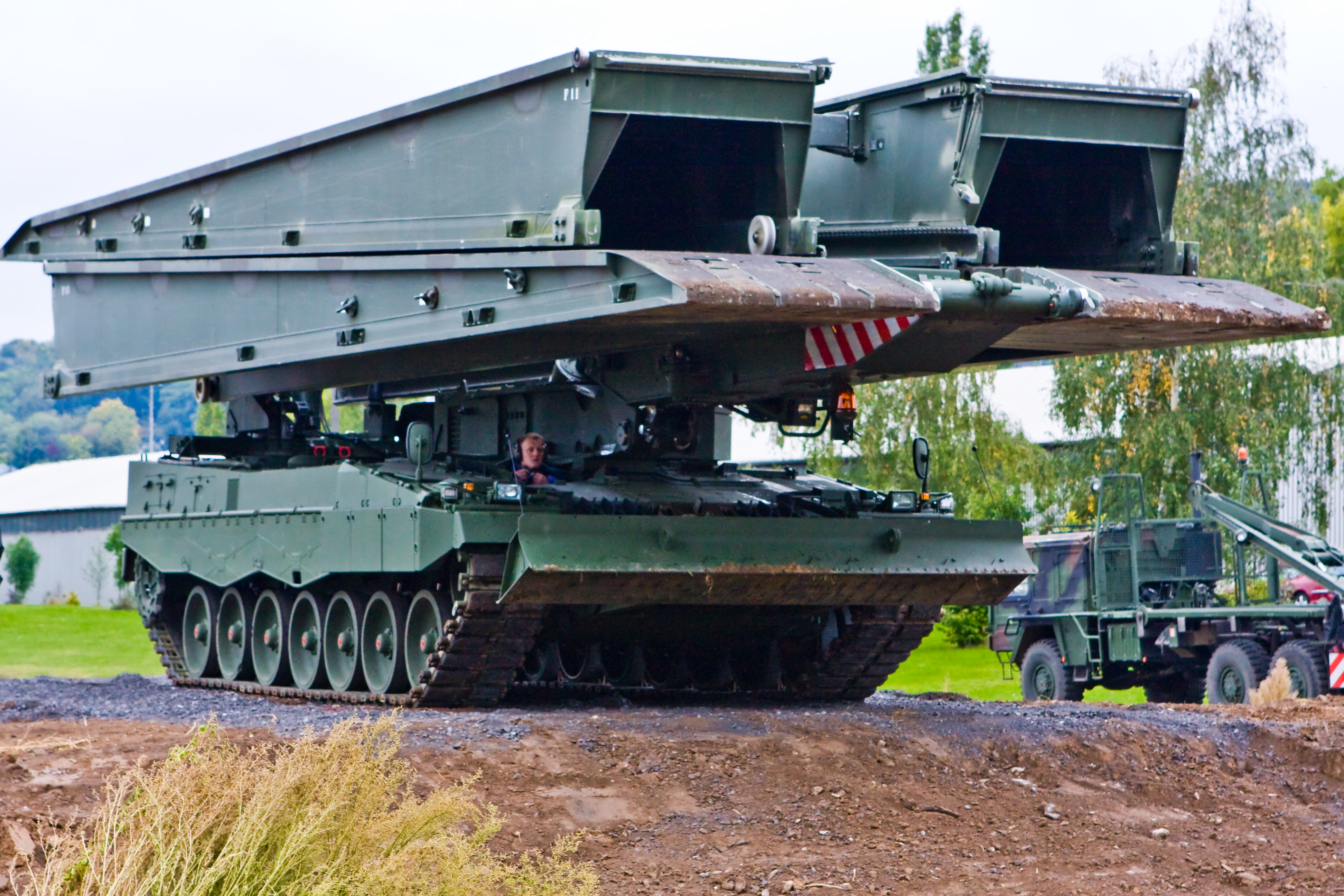
Panzerschnellbrücke Leguan на шасі Leopard 2, призначався для німецької армії

#### Panzerschnellbrücke Leguan
Модульна система поєднує модуль моста створений компанією MAN Mobile Bridges GmbH з танковим шасі. Бундесвер тестував Leguan на шасі танка Leopard 2.

#### Pionierpanzer 3 Kodiak
Броньована інженерна машина є переробкою танка Leopard 2, Kodiak використовує швейцарська армія (SKodiak) і замовлена Королівською армією Нідерландів і армією Швеції. Машина має бульдозер, екскаватор і дві кабестанові лебідки, Pionierpanzer 3 немає башти, але має дистанційну збройну станцію. Вона встановлена на шасі Leopard 2 з передньою надбудовою. Машина загалом використовується для прибирання перешкод (в тому числі мінних полів). Нідерландська версія матиме додатковий захист бойового відділення від дрібнокаліберних бомб. Іспанія може замовити 24 екземпляри для іспанської армії шляхом переробки корпусів Leopard 2A4. Одну машину було випробувано у Іспанії.

#### Driver Training Tank (Fahrschulpanzer)
Leopard 2 Driver Training Tank є не бойовою версією танка Leopard 2 для навчання механіків-водіїв. Башту замінено на таку ж, за вагою, кабіною для легкого огляду вперед і в боки з муляж гармати. Інструктор розташований у кабіні, з дубльованими системами керування, у кабіні також є місце для двох курсантів.

#### WISENT 2
Багатоцільова броньована машина підтримки на базі Leopard 2 розроблена компанією Flensburger Fahrzeugbau. Модульна конструкція машини дозволяє швидко переробити з Броньованої ремонтної машини (ARV) на Броньовану інженерну машину (AEV) менш ніж за п'ять годин. Замовлення надали Канада, Катар, ОАЕ та Саудівська Аравія.

## Використання

### Миротворча операція в Косово
28 машин Leopard 2A5 були використані 12 червня 1999 під час введення сил КФОР у Косово. Машини 33 і 214 танкових батальйонів вирушили з Македонії до Призрені. Танки були використані для охорони баз та патрулів, а також на контрольно-пропускних і спостережних пунктах в рамках кампанії демонстрації сили. ЗМІ повідомляли про інцидент за участю танку 13 червня 1999, коли два сербських бойовики з машини Лада відкрили вогонь по одному з контрольно-пропускних пунктів у Прізрені. Оскільки екіпаж перебував на борту не повному складі, вогонь з танку не вівся. Вогонь з танкової гармати був здійснений 26 червня 1999 р., коли екіпаж Леопард 2A5 зробив чотири попереджувальні залпи над містом Ораховац.
Через зменшення рівня загроз в 2000—2001 роках машини 2А5 були замінені на машини Леопард 2A4. Деякі машини Леопард 2А4 були використані під час конфлікту 2001 року в Македонії. Танки були задіяні для охорони тамтешнього логістичного пункту Бундесверу. До виведення в 2004 році танки знаходились в австрійсько-швейцарському таборі «Касабланка».

### Війна в Афганістані
Починаючи з серпня 2007 року в складі канадського контингенту МСПБ (ISAF) в Афганістані знаходиться 20 танків Леопард 2A6M-CAN. Після підриву на потужному саморобному вибуховому пристрої 2 листопада 2007 року вижив весь екіпаж. «Моя команда наштовхнулася на саморобний вибуховий пристрій та увійшла в історію як перша команда, яка протестувала „М-пакет“ (нову композитну броню). Вона спрацювала, як потрібно», пише канадський офіцер в німецьке Міністерство оборони, заявивши, що якщо це трапилось би в іншому транспортному засобі, ніхто б не вижив. Механік-водій отримав перелом стегна, решта екіпажу відбулась синцями.
Начальник канадського генерального штабу генерал Рік Хіллер спростував повідомлення ЗМІ про те, що танк начебто був знищений. Натомість, він був відремонтований і зараз знаходиться в лавах армії.
Танки Леопард 2A5DK також знаходяться в складі Данського контингенту в Афганістані у провінції Гільменд. 5 січня 2008 року танки загону надавали вогневу підтримку британським військовим у зіткненні з талібами. 26 лютого 2008 данський Леопард 2 підірвався на вибуховому пристрої. Була пошкоджена гусениця, екіпаж залишився неушкодженим. Незважаючи на пошкоджену гусеницю, танк власними силами дістався бази, де був відремонтований. 25 липня 2008 року інший данський Леопард підірвався на вибуховому пристрої. Внаслідок вибуху загинув водій, оскільки на той час модифікації 2A5DK не мали додаткового протимінного захисту.

### Громадянська війна в Сирії
У бойових діях проти бойовиків ІДІЛ танки Леопард 2 зі складу збройних сил Туреччини зазнали перших великих втрат. До того, навіть в Косово та Афганістані, Леопард 2 не зазнавали настільки істотних ушкоджень. Так, наприклад, один канадський Леопард 2 підірвався на міні Талібану в Афганістані, проте екіпаж вижив.
У грудні 2016 року, в ході операції «Щит Євфрату» Туреччина направила до півночі Сирії танки Leopard 2A4, які брали участь у боях за місто Аль-Баб. Відомо, що бойовикам Ісламської держави вдалось вразити із протитанкових ракетних комплексів щонайменше 3 танки до 14 грудня 2016 року.
Станом на 12 січня 2017 року турецькі військові втратили до 10 танків Леопард 2A4 в боях за місто Аль-Баб. І хоча дані про втрати офіційно не підтверджені, експертна спільнота припускає, що вони можуть точно відображати реальність. Із 10 втрачених танків, шестеро були знищені ПТРК «Корнет».
На оприлюднених бойовиками ІДІЛ фотографіях та відео можна навіть помітити танки з відірваною баштою, верхньою лобовою деталлю і бортом внаслідок детонації передньої укладки боєкомплекту (гарматних пострілів). Однак, через відсутність офіційної інформації важко встановити і шкоду, заподіяну ракетами з ПТРК, оскільки виведені з ладу (але не знищені) танки були вже напевно знищені турецькою авіацією ракетними ударами з повітря (із застосуванням, ймовірно, потужніших боєголовок).
20 січня 2017 року ІДІЛ оприлюднила довше відео (трохи більше 20 хвилин), на якому були показані знищені танки, бронетранспортери, інша військова техніка турецьких військових в боях за місто Аль-Баб. В основному, була показана знищена техніка навколо шпитального комплексу, що знаходиться на пагорбі, що височіє на захід від міста. Серед іншого, у відео показано щонайменше 7 знищених та виведених з ладу танків Leopard 2A4, один M60T, бойову машину FNSS ACV-15, декілька бронеавтомобілів Otokar Cobra, патрульних машин ZPT, тощо.
У січні 2018 року Туреччина розпочала військову операцію «Оливкова гілка» (англ. Olive Branch). Серед різної бронетехніки, залученої до виконання операції, були присутні й танки Leopard 2A4.

### Російсько-українська війна

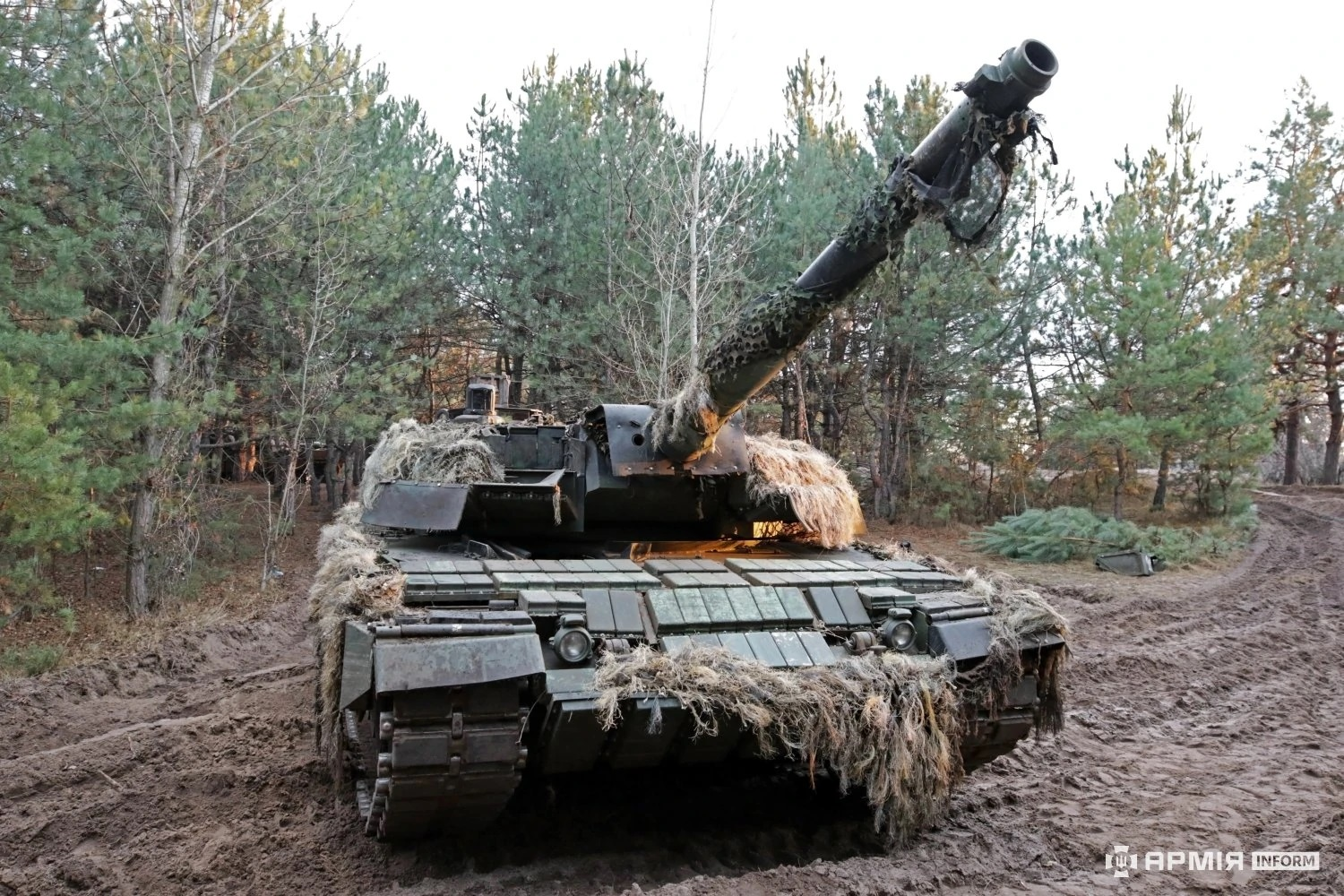
Leopard 2A4 з гумовими екранами, ДЗ «Контакт-1», РЕБом та додатковим камуфляжем на озброєнні 33 ОМБр. Січень, 2025 р.

Озброєні танками Leopard 2 модифікацій A4 та A6 підрозділи Сил Оборони України вступили в бій з червня 2023 року на південному напрямку (в Запорізькій області).
Восени 2023 року танки Leopard 2 та БМП M2A2 ODS-SA Bradley перекинули в район Степового під Авдіївкою для проведення оборонних дій.
За інформацією військового експерта Стівена Байдла, до кінця січня 2024 року з менш ніж 100 поставлених Україні танків Leopard 2 як мінімум 26 виведено зі строю; інші не можуть використовуватись через технічне обслуговування або ремонт.
За словами танкістів 33 ОМБр, екіпажі танків Leopard 2 возять лише 15 снарядів. Це пов'язано з тим, що зберігати боєкомплект на стелажі для БК доволі небезпечно, оскільки у разі пробиття корпусу танка вибух БК може становити додаткову загрозу екіпажу. Тому, з метою безпеки, возимий БК обмежений у кількості 15 снарядів, які зберігаються в забаштовій ніші, яка повністю відокремлена від основної частини башти.
Також відомо про застосування танків Leopard 2 разом з танками M1 Abrams та БМП M2A2 ODS-SA Bradley і БМП Marder під час курської операції 2024 року.
12 листопада 2024 року поблизу міста Курахове на Донеччині, воїни 33 ОМБр відбили бронетанковий штурм російських окупантів. До знищення загарбників долучився танк Leopard 2. В результаті відбиття російського штурму, було знищено понад два десятки окупантів. Ще близько 20 було поранено. Також було знищено два танки та шість бойових броньованих машин загарбників.
Станом на 25 липня 2025 року редактори Oryx Blog знайшли фото чи відео підтвердження безповоротної втрати Україною 25 танків Leopard 2 (знищених або захоплених російськими військовими). Загальні втрати Leopard 2 всіх модифікацій (з урахуванням покинутих, статус яких невідомий) за даними Oryx складають 38 одиниць.
|           | Leopard 2A4 | Leopard 2A6 | Stridsvagn 122 | Всього |
| --------- | ----------- | ----------- | -------------- | ------ |
| Знищено   | 13          | 7           | 1              | 21     |
| Захоплено | 2           | 1           | 0              | 3      |
| Всього    | 15          | 8           | 1              | 25     |

## Порівняння
| Тактико-технічні характеристики сучасних основних бойових танків | Тактико-технічні характеристики сучасних основних бойових танків                            | Тактико-технічні характеристики сучасних основних бойових танків | Тактико-технічні характеристики сучасних основних бойових танків       |
| ---------------------------------------------------------------- | ------------------------------------------------------------------------------------------- | ---------------------------------------------------------------- | ---------------------------------------------------------------------- |
| {\displaystyle M}                                                | Бойова маса (загальна вага танка в бойовому стані) в тоннах                                 | {\displaystyle V}                                                | Максимальна швидкість (по шосе) в кілометрах на годину                 |
| {\displaystyle L}                                                | Довжина (загальна довжина танка з гарматою вперед) в міліметрах                             | {\displaystyle L_{k}}                                            | Запас ходу по шосе (без встановлення додаткових баків) в кілометрах    |
| {\displaystyle L^{w}}                                            | Ширина (від гусениці до гусениці, без бортових екранів) в міліметрах                        | {\displaystyle B}                                                | Кількість пострілів з основної гармати                                 |
| {\displaystyle H}                                                | Висота (по даху башти) в міліметрах                                                         | {\displaystyle C}                                                | Калібр основної гармати в міліметрах                                   |
| {\displaystyle W}                                                | Потужність силової установки (двигуна) танка в кінській силі                                | На озброєнні                                                     | Рік прийняття на озброєння першої моделі                               |
| {\displaystyle N}                                                | Питома потужність (відношення потужності {\displaystyle W} до маси {\displaystyle M} танка) | Активний захист                                                  | Відсутність чи наявність систем активного захисту (APS)                |
| {\displaystyle E}                                                | Екіпаж танка (чоловік)                                                                      | Динамічний захист                                                | Відсутність чи наявність систем динамічного захисту (ERA, NxRA, SLERA) |

| Порівняння ТТХ сучасних основних бойових танків | Порівняння ТТХ сучасних основних бойових танків | Порівняння ТТХ сучасних основних бойових танків | Порівняння ТТХ сучасних основних бойових танків | Порівняння ТТХ сучасних основних бойових танків | Порівняння ТТХ сучасних основних бойових танків | Порівняння ТТХ сучасних основних бойових танків | Порівняння ТТХ сучасних основних бойових танків | Порівняння ТТХ сучасних основних бойових танків | Порівняння ТТХ сучасних основних бойових танків | Порівняння ТТХ сучасних основних бойових танків | Порівняння ТТХ сучасних основних бойових танків | Порівняння ТТХ сучасних основних бойових танків | Порівняння ТТХ сучасних основних бойових танків | Порівняння ТТХ сучасних основних бойових танків | Порівняння ТТХ сучасних основних бойових танків |
| Список можна сортувати. Натисніть назву колонки яку потрібно відсортувати. Клацніть знову, щоб змінити порядок сортування. Оновіть сторінку щоб відновити до початкового виду. | Список можна сортувати. Натисніть назву колонки яку потрібно відсортувати. Клацніть знову, щоб змінити порядок сортування. Оновіть сторінку щоб відновити до початкового виду. | Список можна сортувати. Натисніть назву колонки яку потрібно відсортувати. Клацніть знову, щоб змінити порядок сортування. Оновіть сторінку щоб відновити до початкового виду. | Список можна сортувати. Натисніть назву колонки яку потрібно відсортувати. Клацніть знову, щоб змінити порядок сортування. Оновіть сторінку щоб відновити до початкового виду. | Список можна сортувати. Натисніть назву колонки яку потрібно відсортувати. Клацніть знову, щоб змінити порядок сортування. Оновіть сторінку щоб відновити до початкового виду. | Список можна сортувати. Натисніть назву колонки яку потрібно відсортувати. Клацніть знову, щоб змінити порядок сортування. Оновіть сторінку щоб відновити до початкового виду. | Список можна сортувати. Натисніть назву колонки яку потрібно відсортувати. Клацніть знову, щоб змінити порядок сортування. Оновіть сторінку щоб відновити до початкового виду. | Список можна сортувати. Натисніть назву колонки яку потрібно відсортувати. Клацніть знову, щоб змінити порядок сортування. Оновіть сторінку щоб відновити до початкового виду. | Список можна сортувати. Натисніть назву колонки яку потрібно відсортувати. Клацніть знову, щоб змінити порядок сортування. Оновіть сторінку щоб відновити до початкового виду. | Список можна сортувати. Натисніть назву колонки яку потрібно відсортувати. Клацніть знову, щоб змінити порядок сортування. Оновіть сторінку щоб відновити до початкового виду. | Список можна сортувати. Натисніть назву колонки яку потрібно відсортувати. Клацніть знову, щоб змінити порядок сортування. Оновіть сторінку щоб відновити до початкового виду. | Список можна сортувати. Натисніть назву колонки яку потрібно відсортувати. Клацніть знову, щоб змінити порядок сортування. Оновіть сторінку щоб відновити до початкового виду. | Список можна сортувати. Натисніть назву колонки яку потрібно відсортувати. Клацніть знову, щоб змінити порядок сортування. Оновіть сторінку щоб відновити до початкового виду. | Список можна сортувати. Натисніть назву колонки яку потрібно відсортувати. Клацніть знову, щоб змінити порядок сортування. Оновіть сторінку щоб відновити до початкового виду. | Список можна сортувати. Натисніть назву колонки яку потрібно відсортувати. Клацніть знову, щоб змінити порядок сортування. Оновіть сторінку щоб відновити до початкового виду. | Список можна сортувати. Натисніть назву колонки яку потрібно відсортувати. Клацніть знову, щоб змінити порядок сортування. Оновіть сторінку щоб відновити до початкового виду. |
| Танк | {\displaystyle M} | {\displaystyle L} | {\displaystyle L^{w}} | {\displaystyle H} | {\displaystyle W} | {\displaystyle N} | {\displaystyle E} | {\displaystyle V} | {\displaystyle L_{k}} | {\displaystyle B} | {\displaystyle C} | На озброєнні | Динамічний захист | Активний захист | Джерела |
| --- | --- | --- | --- | --- | --- | --- | --- | --- | --- | --- | --- | --- | --- | --- | --- |
| БМ «Оплот» Україна | 51 | 9720 | 3400 | 2285 | 1200 | 24,7 | 3 | 70 | 400 | 46 | 125 | 2009 | «Дуплет» | «Варта» | 12 |
| Т-90С Росія | 46,5 | 9530 | 3370 | 2280 | 1000 | 21,5 | 3 | 60 | 450 | 42 | 125 | 2005 | так | «Штора-1» | 1 2 |
| Leopard 2A6M Німеччина | 62,5 | 10970 | 3030 | 2640 | 1500 | 24,0 | 4 | 68 | 500 | 42 | 120 | 2004 | так | «MUSS» | 1 2 |
| Merkava Mark IV Ізраїль | 65 | 9040 | 3720 | 2660 | 1500 | 23,0 | 4 | 64 | 500 | 48 | 120 | 2003 | «LAHAT» | «Trophy» | 1 2 |
| Abrams M1A2SEP США | 63 | 9830 | 3650 | 2370 | 1500 | 23,8 | 4 | 68 | 426 | 48 | 120 | 2000 | «ARAT» | «AN/VLQ-6 MCD» | 1 2 3 |
| РТ-91А Польща | 45,3 | 9670 | 3600 | 2200 | 1000 | 21,8 | 3 | 60 | 480 | 42 | 125 | 2010 | «ERAWA» | «OBRA-3» | 1 2 3 4 |
| Leclerc Франція | 54,5 | 9870 | 3710 | 2530 | 1500 | 27,52 | 3 | 72 | 500 | 40 | 120 | 1992 | так | н/д | 1 2 |
| Challenger 2 Велика Британія | 62,5 | 11500 | 3500 | 2490 | 1200 | 19,2 | 4 | 56 | 450 | 52 | 120 | 2002 | так | н/д | 1 2 |
| K1А1 (тип 88) Південна Корея | 53,1 | 9710 | 3600 | 2250 | 1200 | 22 | 4 | 65 | 500 | 32 | 120 | 2000 | н/д | ні | 1 2 3 |
| тип 99А2 КНР | 58 | 11000 | 3400 | 2250 | 1500 | 27,8 | 3 | 65 | 450 | 32 | 125 | 2000 | FY-4 | JD-3 | 1 2 |
| Arjun Mk.1 Індія | 57,6 | 10638 | 3864 | 2320 | 1400 | 23,9 | 4 | 70 | 450 | 39 | 120 | 2011 | ні | ні | 12 |
| C1 Ariete Італія | 54 | 9670 | 3420 | 2510 | 1247 | 23 | 4 | 65 | 550 | 42 | 120 | 1995 | ні | так | 1 2 |
| Al-Khalid Пакистан | 48 | 10070 | 3500 | 2400 | 1200 | 26 | 3 | 72 | 500 | 39 | 125 | 2001 | так | «Варта» | 1 2 |
| Тип 10 Японія | 44 | 9485 | 3240 | 2300 | 1200 | 27 | 3 | 70 | н\д | н\д | 120 | 2010 | н\д | н\д | 1 2 |
| Zulfiqar Іран | 36 | 7000 | 3600 | 2400 | 780 | 21,7 | 3 | 70 | 450 | н\д | 125 | 1996 | ні | ні | 1 |

## Оператори

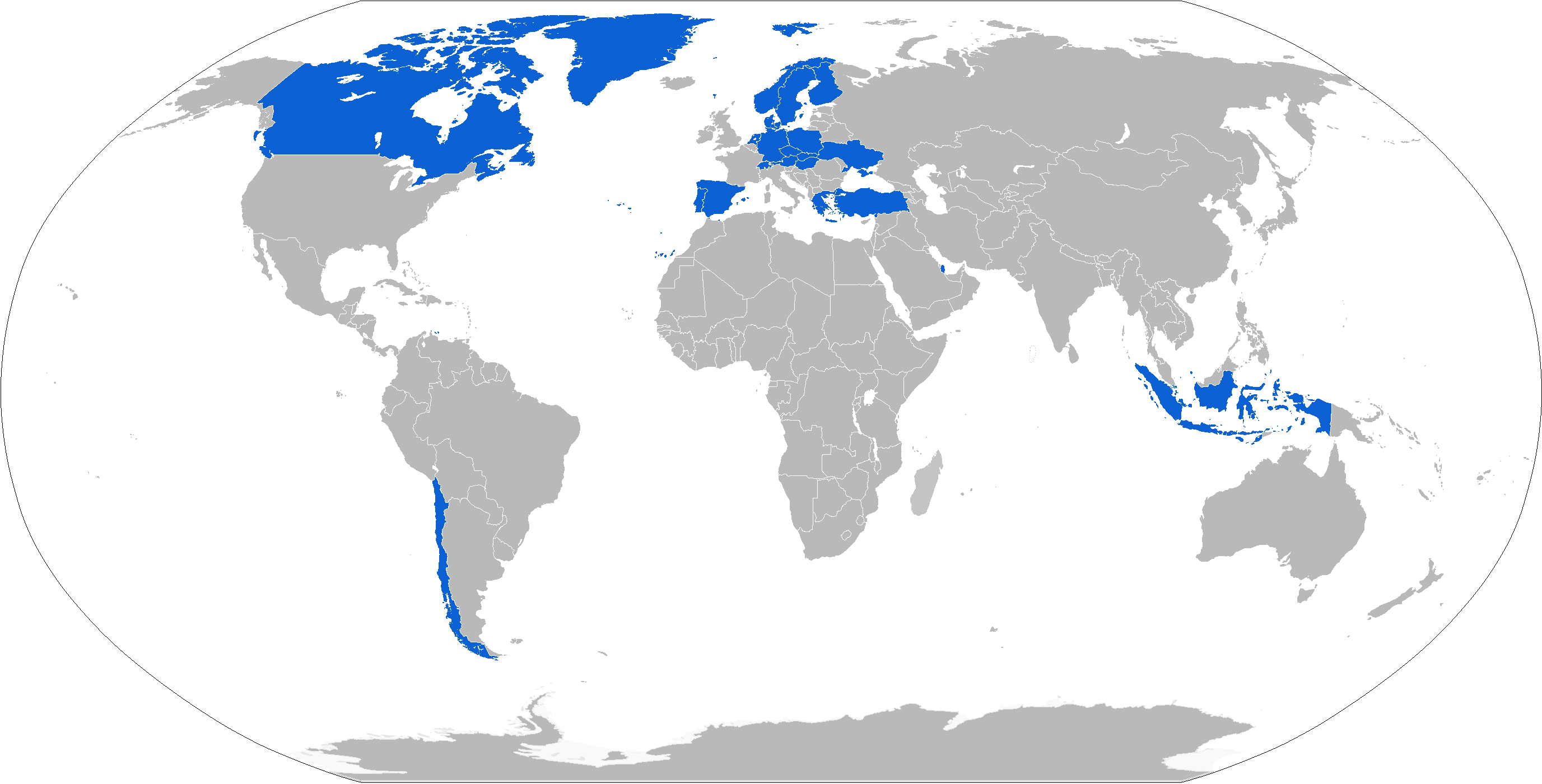
Країни, на озброєнні яких знаходяться танки Leopard 2 (колишні оператори позначені червоним)

### Поточні
- Австрія: Збройні сили Австрії — 56 Leopard 2A4 на озброєнні, станом на 2024 рік[175]
- Греція: Грецька армія — 183 Leopard 2A4 та 170 Leopard 2A6 на озброєнні, станом на 2024 рік[176]
- Данія: Данська королівська армія — 15 танків Leopard 2A5DK (машини на рівні Leopard 2A6 без гармати L55) та 29 танків Leopard 2A6 на озброєнні, станом на 2024 рік[177]
- Індонезія: 103 Leopard 2A4 (з них 61 Leopard 2RI) на озброєнні, станом на 2024 рік[178].
- Іспанія: Сухопутні війська Іспанії — 98 Leopard 2A4 та 219 Leopard 2A6 на озброєнні, станом на 2024 рік[179].
- Канада: Армія Канади — 54 Leopard 2A4 та 20 Leopard 2A6 на озброєнні, станом на 2024 рік[180]. Придбали 100 танків Leopard 2A4 у Нідерландів в 2007 році. 20 танків Leopard 2A6M були позичені у Сухопутних військ Німеччини в середині 2007 року для підкріплення військового контингенту Канади в Афганістані,[108] перший танк був переданий після завершення модернізації 2 серпня 2007 року,[110][181] та доставлений в Афганістан 16 серпня 2007 року.[112] Дві машини Bergepanzer 3 Büffel були позичені у Німецьких сухопутних військ для доправлення в складі Канадського контингенту в Афганістані[182]. Додаткові 15 танків Leopard 2A4 були придбані у Німеччини заради запасних частин[183]. Додаткові 12 машин Pz 87 були придбані у Швейцарії для перетворення на спеціалізовані броньовані машини[184]. Канадська армія здатна розгорнути 40 бойових танків (20 2A4M CAN та 20 2A6M CAN) і ще 42 2A4s для тренування, при підтримці від 13 до 18 AEV, 12 ARV та 15 Logistic Support Vehicles.
- Катар: 62 Leopard 2A7 на озброєнні, станом на 2024 рік[185]. Уряд Катару мав намір придбати до 200 танків Leopard 2. Угода частково залежала від згоди Федеральної Ради з Безпеки (нім. Bundessicherheitsrat)[186]. В квітні 2013 року була підписана угода про придбання 62 танків Leopard 2A7+[187]. Згідно планам, поставки мали розпочатись наприкінці 2014 або початку 2015 року[188].
- Німеччина: Сухопутні війська Німеччини — 209 Leopard 2A6 та 104 Leopard 2A7 на озброєнні, 22+ Leopard 2A4 на зберіганні, станом на 2024 рік[189]. Мали в своєму розпорядженні 2350 танків Leopard 2 всіх модифікацій. Велика частина з них були або продані іншим країнам, або відправлені на зберігання після завершення Холодної війни. Станом на 2012 рік, на озброєнні знаходилось 408 танків Leopard 2, 225 з них Leopard 2A6. Планувалось залишити на озброєнні 225 танків Leopard 2A6[190]. Однак в 2015 це число було переглянуто до 338 танків Leopard 2 нових модифікацій.
- Норвегія: Армія Норвегії — 36 Leopard 2A4 на озброєнні, 8 Leopard 2A4 на зберіганні, станом на 2024 рік[191]
- Польща: Сухопутні війська Польщі — 71 Leopard 2A4 та 162 Leopard 2A5 на озброєнні, станом на 2024 рік[192]. Танки знаходяться в складі 10-ї бронетанкової кавалерійської бригади.
Польська армія впродовж 2018—2020 років планувала модернізувати 128 танків Leopard 2A4 на суму понад 2 млрд злотих (близько $520 млн). В результаті модернізації створена модифікація Leopard 2PL (Leopard 2A4PL). Крім Leopard 2 на озброєнні польської армії знаходиться Т-72, в тому числі PT-91[193][194].
В липні 2018 року польський портал Defence24.pl повідомив без офіційного підтвердження про доповнення раніше укладеного контракту включенням іще 14 машин Leopard 2A4 до рівня Leopard 2PL на суму PLN 300 млн. Таким чином загальна кількість машин, що підлягають модернізації, становить 142. Після завершення програми модернізації польський парк танків Leopard складатиметься з танків Leopard 2PL та 2A5. Програма модернізації танків стала одним з найбільших військових проектів в останні роки[195].
- Португалія: Сухопутні війська Португалії — 34 танків Leopard 2A6 отриманих від Данії, станом на 2024 рік[196].
- Сінгапур: Сухопутні війська Сінгапуру — 96+ танків Leopard 2A4 SG, станом на 2024 рік[197]. Сінгапур придбав у Німеччини 96 танків Leopard 2A4, включно з 30 запасними танками. Танки були модернізовані в 2010 році встановленням додаткової композитної броні та отримали нове маркування L2SG в жовтні того ж року[198].
- Туреччина: Сухопутні війська Туреччини — 316 Leopard 2A4 на озброєнні, станом на 2024 рік[199]. В жовтні 2017 року виконавчий директор компанії Rheinmetall повідомив, що погіршення у стосунках між Німеччиною та Туреччиною істотно ускладнюють військово-технічне співробітництво між країнами та можуть зірвати укладання контракту на модернізацію наявного в Туреччині парку німецьких танків[200].
- Фінляндія: 100 Leopard 2A6 на озброєнні та 100 Leopard 2A4 на зберіганні, станом на 2024 рік[201].
- Швейцарія: Збройні сили Швейцарії — 134 Leopard 2A4 на озброєнні та 96 Leopard 2A4 на зберіганні, станом на 2024 рік[202].
- Швеція: Сухопутні війська Швеції — 110 Strv 122 на озброєнні, станом на 2024 рік[203].
- Угорщина: 12 Leopard 2A4 та 1 Leopard 2A7, станом на 2024 рік[204].
- Україна: близько 52 танків родини Leopard 2 різних модифікацій на озброєнні, станом на 2025 рік[205]. Cтаном на кінець січня 2023 року, запланована передача близько 80 танків 2A4, 2А5 та 2A6 коаліцією з кількох країн-союзників[206]. Станом на липень 2023 року відомо про передачу або плани передачі щонайменше 54 2A4, 21 2A6 та 10 Strv 122[207].
  - 33 ОМБр має на озброєнні невідому кількість Leopard 2A4, модернізованих динамічним захистом[208].

### Колишні
- Нідерланди: Сухопутні війська Нідерландів мали на озброєнні 445 танків Leopard 2. Багато з них були продані іншим країнам після завершення Холодної війни. 8 квітня 2011 року Нідерландське міністерство оборони заявило, що через скорочення фінансування будуть розпродані залишки танків та розформовані відповідні підрозділи[209]. 18 травня 2011 року останній танк зробив останній постріл на навчальному полігоні Берген-Хоне. Танки були продані Індонезії, яка мала намір викупити всі данські Танки Leopard 2A6[210]. Однак, угода була розірвана через спротив Нідерландського парламенту[211].

### Майбутні/заплановані
- Італія: планується придбання 132 танків Leopard 2A8IT[212].
- Саудівська Аравія: Уряд Саудівської Аравії розглядає можливість придбання танків Leopard 2A7 (в кількості 600—800 одиниць). На початку липня 2011 року, німецькі ЗМІ повідомляли, що Федеральна Рада з Безпеки затвердила продаж понад 200 танків 2A7+ Саудівській Аравії[213][214]. Ця новина спричинила хвилю критики, як в середині Німеччини, так і за кордоном через авторитарне урядування в Саудівській Аравії та жорстоке придушення протестів у сусідньому Бахрейні в 2011 році[215]. Члени провладної коаліції Ангели Меркель також виступали з критикою,[216] і, згодом, навіть з боку KMW[217]. В червні 2012 року з'явились повідомлення, що Саудівська Аравія збільшила кількість танків до 600—800 одиниць. Досі контракт не підписаний, а питання запекло обговорюється громадськістю та у Федеральному парламенті[218][219].
- Чилі: Армія Чилі придбала 132 танки Leopard 2A4, які були модернізовані до Leopard 2A4CHL (іще 8 машин в запасі) у Німеччини в 2007 році[220]. В квітні 2013 року Чилі розпочала переговори стосовно придбання 100 танків Leopard 2A5 у Німеччини, а також придбання пакетів модернізації наявних танків Leopard 2A4 до рівня A5[221].
- Чехія: згідно німецьким ЗМІ, планується підписання контракту на 70 Leopard 2A8, станом на 2023 рік[222].

### Італія
У лютому 2024 року стало відомо, що Італія планує придбати 132 основних бойових танки Leopard 2A8IT для власного війська.
Міністерство оборони Італії подало на затвердження обом палатам парламенту документи щодо програми закупівель основного бойового танка Leopard 2A8IT. Загалом планується придбання 272 нових гусеничних машин, з яких 132 будуть у варіанті основного бойового танка Leopard 2A8IT, а решта — машини забезпечення: машини технічної підтримки, інженерні танки, штурмові мости тощо.
Термін реалізації програми з очікуваною загальною вартістю 8,2 млрд євро оцінюється приблизно у 14 років.

### Німеччина
Сухопутні війська Німеччини мали в своєму розпорядженні 2350 танків Leopard 2 всіх модифікацій. Велика частина з них були або продані іншим країнам, або відправлені на зберігання після завершення Холодної війни. Станом на 2012 рік, на озброєнні знаходилось 408 танків Leopard 2, 225 з них Leopard 2A6. Планувалось залишити на озброєнні 225 танків Leopard 2A6. Однак в 2015 це число було переглянуто до 338 танків Leopard 2 нових модифікацій[джерело?].
В травні 2017 року був укладений контракт на оновлення танків версій 2A4, 2А6 і 2A7 в варіант Leopard 2A7V. Заявлено, що вартість замовлення становить 760 млн євро.
В березні 2019 року був підписаний другий контракт на модернізацію 101 танка варіантів 2А6 і 2A6M2 і покупку великої партії снарядів, вартість контракту склала 428 млн євро.
Завершити постачання модернізованих танків планується у 2026 році.
Тоді бундесвер матиме 329 танків, в тому числі 205 новітніх 2A7V в складі шести батальйонів і навчальної школи.
У вересні 2021 року танковий батальйон 393 «Thüringer Löwen» отримав партію танків версії Leopard 2A7V.

### Польща
Контракт на модернізацію танків Leopard 2A4 до версії Leopard 2PL був укладений в 2015 році, але перші вдосконалені танки польської модернізації були передані в 2020 році.
Станом на початок липня 2022 року армія Польщі має 33 танки Leopard 2PL (батальйонний комплект), до кінця року має бути поставлено ще 15 аналогічних машин (ротний комплект). До липня 2023 року польські збройні сили мають отримати 142 танки стандарту Leopard 2PL.
Роботи виконували спільно PGZ та концерн ZM «BUMAR-ŁABĘDY» S.A.

### Україна
На початку червня 2022 року іспанське видання El Pais повідомляло, що уряд Іспанії запропонував передати Україні наявні в країні 40 танків Leopard 2A4. Втім, машини потребують капітального ремонту та дозволу Німеччини на реекспорт.
11 січня 2023 року Президент Польщі Анджей Дуда повідомив, що Польща передасть Україні ротний комплект танків Leopard. Проте якої моделі чи версії, терміни, точну кількість названо не було. Раніше можливість передачі танків в залежності від спільного рішення союзників України, розглядав уряд Фінляндії.
25 січня 2023 року німецький уряд погодив передачу танків Leopard 2 Україні та погодив реекспорт таких танків з третіх країн. На першому етапі Україні буде передано 14 танків Leopard 2A6 зі складів Бундесверу. Німецький уряд прагне чимшвидше зібрати для України два танкових батальйони на танках Leopard 2. Навчання українських танкістів розпочнеться незабаром.
Перший танк Leopard 2 був відправлений літаком з Канади до Європи 4 лютого, а 6 лютого 2023 року українські військові вирушили до Німеччини для навчання роботи з цими танками. Перші чотири танки прибули до України з Польщі 24 лютого 2023 року, на роковини вторгнення. 9 березня стало відомо про відправку Польщею ще 10 Leopard 2.
В липні 2023 було показано Leopard 2A4CAN, обладнаний динамічним захистом «Контакт-1». Раніше фахівці стверджували, що такі модифікації є доцільними, але мають бути пропрацьовані з виробниками.
У березні 2024 року стало відомо, що Іспанія планує передати ще 20 танків Leopard 2.

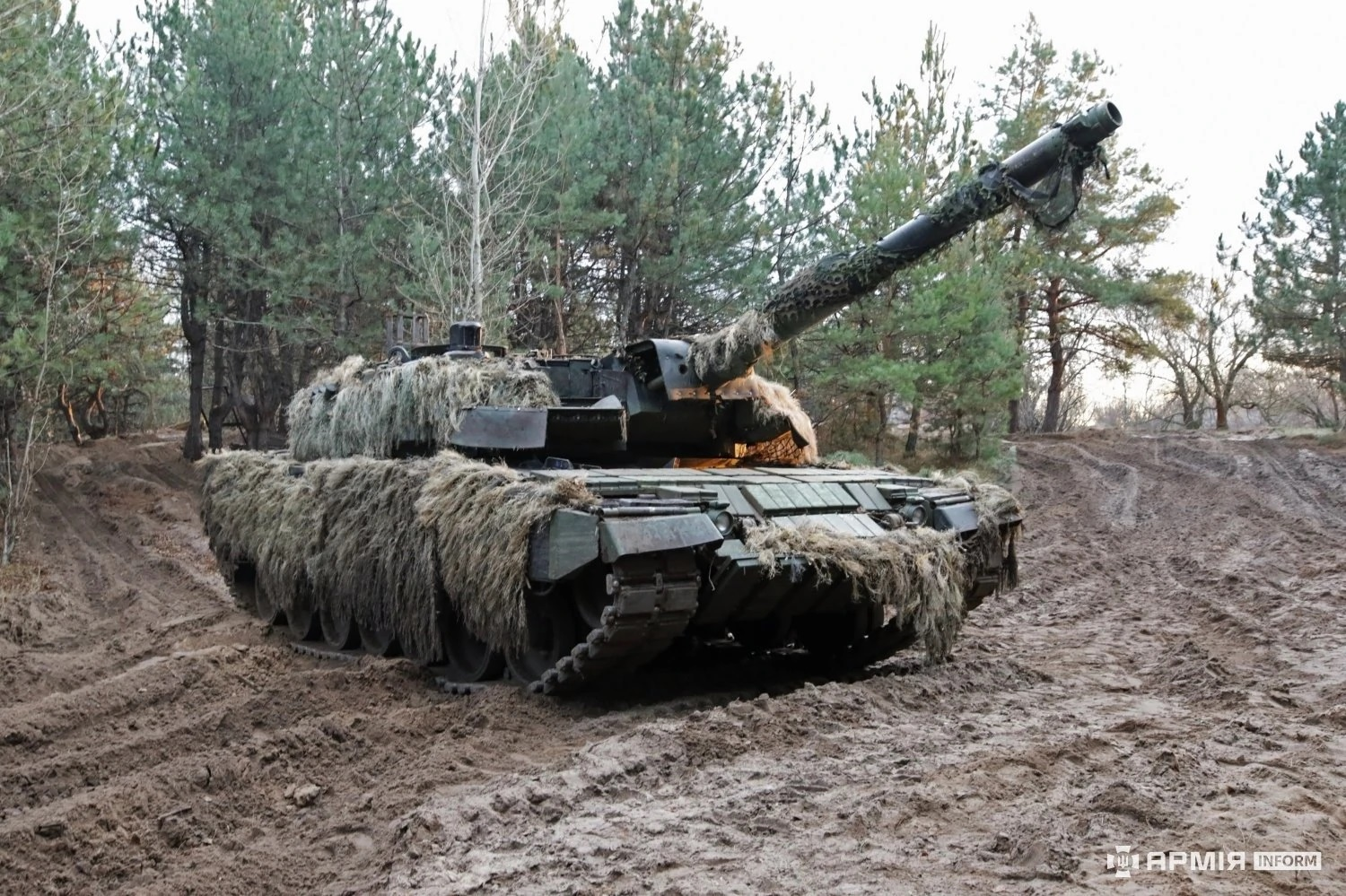
Leopard 2A4 з гумовими екранами, ДЗ «Контакт-1», РЕБом та додатковим камуфляжем на озброєнні 33 ОМБр
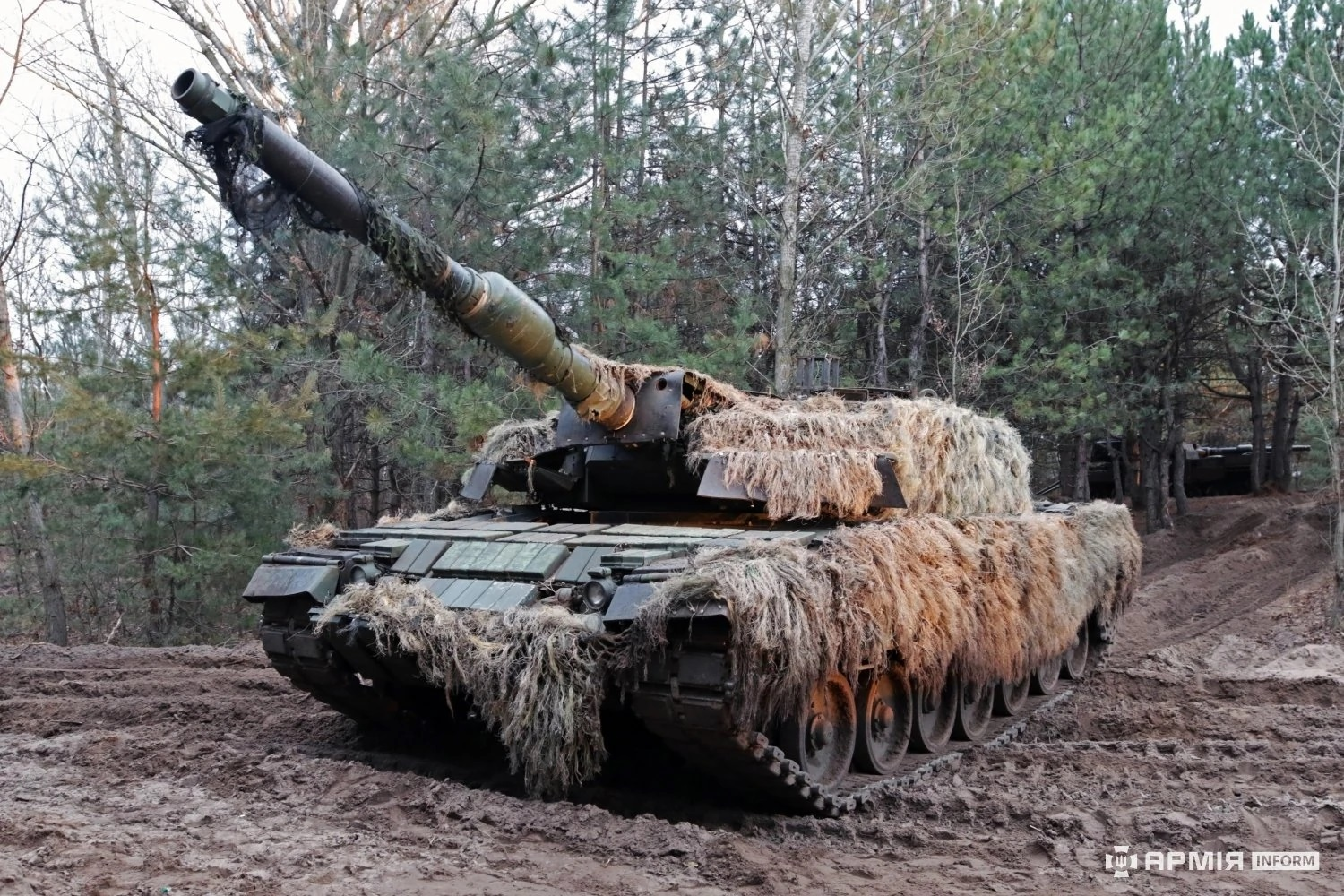
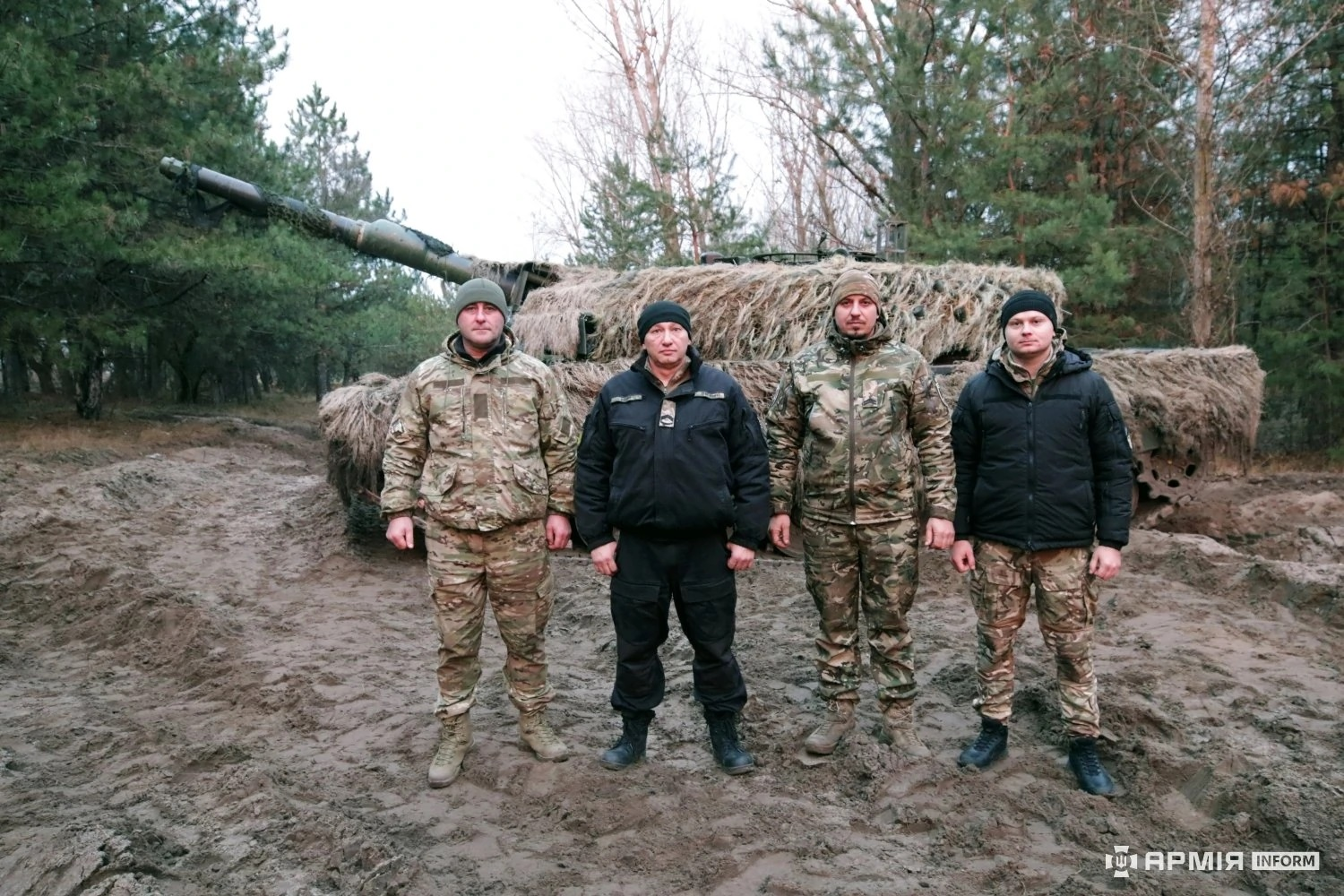
Українські танкісти на фоні Leopard 2A4, січень 2025 року
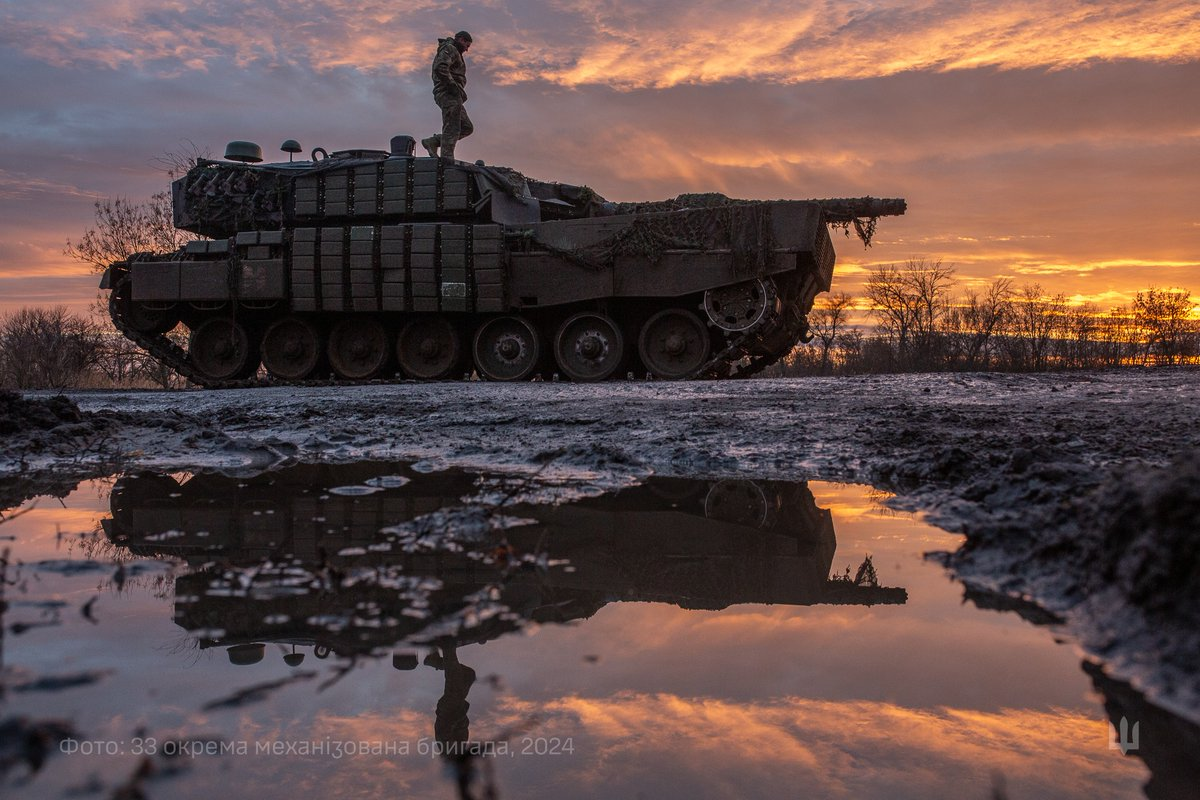
Leopard 2A4 33 ОМБр, грудень 2024 року

### Фінляндія
Станом на 2021 рік збройні сили Фінляндії мали на озброєнні до 200 танків Leopard 2 модифікацій A4 та A6, придбаних у Німеччині та Голландії. Фінські військові навмисне робили ставку на купівлю вживаних, але уже модернізованих танків, аби не витрачатись додатково на їх оновлення.
Сухопутні війська Фінляндії придбали в 2003 році 124 танка Leopard 2A4 у Німеччини. 20 танків були переобладнані на мостоукладники та бойові інженерні машини. 12 були розібрані на запасні частини, а 92 залишилось в бойовому стані. У 2009 році Фінляндія придбала у Німеччини ще 15 танків Leopard 2A4 для запасних частин.
В грудні 2021 року Міністерство оборони Фінляндії оголосило про початок модернізації парку своїх танків Leopard 2 A4 та Leopard 2 A6.
Роботи виконуватиме німецька оборонна компанія Krauss-Maffei Wegmann — виробник цих танків, вартість робіт складе всього 10 мільйонів євро, строк для виконання — до 2026 року.
Відомо, що модернізація полягатиме в оновленні системи управління вогнем. Також фінські танки Leopard 2 отримають можливість стріляти осколково-фугасними снарядами, і також — стріляти багатоцільовими снарядами HE/FRAG, починаючи з 2023 року.
Фактична мета проведення модернізації — «політична», фінські військові хочуть досягти уніфікації по боєприпасам із бронетанковими силами армії Швеції, які використовують 122 танки Stridsvagn 122 — ліцензійну копію німецького Leopard 2.

### Чехія
В травні 2022 року чеські ЗМІ повідомили про досягнуту чеським урядом про придбання танків Leopard 2 на заміну Т-72M1 переданим Україні.
В угоді йдеться про 20 танків версії Leopard 2A4, також готують підписання контракту про закупівлю 40 танків Leopard 2A7. Вартість такої угоди може бути від 15 до 20 мільярдів чеських крон.
Крім того, зазначають, що 40 Leopard 2 A7 будуть виготовлені спільно Krauss-Maffei Wegmann та чеськими оборонно-промисловими компаніями, які мають отримати значну частину контракту.

### Виноски
1. ↑  Rh-120 L/55 починаючи з Leopard 2A6
2. ↑  У King of the Killing Zone Орр Келлі повідомляв, що після удару по прототипу Leopard 2AV prototype, полковник Роберт Дж. Санелл почув порожній звук. При спілкуванні з німецьким полковником Кетманом, він визнав, що PT19 (стендова модель) немає жодної спеціально броні. Орр Келлі зауважує, що Leopard 2AV важив би 64 тонни а не 59,6, тому результати мобільності були скасовані. Однак значення ваги про які твердить стверджують Орр Келлі не збігаються з фактичною вагою танка Leopard 2, який оснащено спеціальною броні і не відповідає вазі, яка згадується у американських документах з оцінювання.